# Gotska Sandön
Vous lisez un « article de qualité » labellisé en 2017.
Pour les articles homonymes, voir Sandön.
Gotska Sandön, toponyme suédois signifiant littéralement « l'île de sable de Gotland », est une île de la mer Baltique dans le comté de Gotland, en Suède. L'île est très isolée, située à 38 kilomètres au nord de l'île de Fårö, une autre île juste au nord de Gotland. Elle constitue la partie émergée d'un long récif la reliant à Gotland formé par les moraines datant des dernières glaciations. La côte de Gotska Sandön est dominée par des plages et dunes tandis qu'à l'intérieur des terres s'étend une vaste forêt de pins parsemées de quelques dunes fixées formant les rares reliefs de l'île dont son point culminant avec 42 mètres d'altitude. Le climat relativement sec et le sol sablonneux ne contribuent pas au développement de la flore, plutôt pauvre hormis dans les quelques dépressions qui parviennent à conserver l'humidité, et de la faune, à l'exception de nombreux insectes rares (notamment des coléoptères), des oiseaux de mer et des phoques sur le littoral qui parviennent à s'affranchir de l'isolement de l'île plus facilement que des espèces strictement terrestres. Gotska Sandön est tout de même appréciée par les visiteurs pour son avifaune et ses mammifères marins.
Les premiers hommes arrivent sur l'île peu après son émersion, au Néolithique, mais ils ne visitent l'île qu'en saison pour la chasse aux phoques. Les premiers habitants permanents s'installent au Moyen Âge, subsistant principalement grâce à la chasse aux phoques, la pêche et à l'élevage de moutons. Plus tard, elle est de nouveau exploitée en saison par les habitants de Fårö. Entre 1783 et 1857, l'île passe sous contrôle privé mais les différents propriétaires échouent les uns après les autres à établir une activité profitable. Finalement, l'État suédois rachète l'île pour y installer des phares et leurs gardiens constituent alors l'essentiel de l'habitat permanent. En parallèle, la forêt est exploitée à plusieurs reprises et l'élevage et la chasse aux phoques restent des activités importantes jusqu'au milieu du XXe siècle. En 1909, l'île est partiellement protégée comme parc national, puis en totalité en 1963. Avec l'automatisation des phares, le parc national devient le seul employeur. Dans le même temps, le tourisme se développe et aujourd'hui encore, l'île est une destination appréciée des touristes estivaux avec plus de 4 000 visiteurs par an. Ceux-ci viennent profiter des vastes plages de l'île mais aussi observer la nature et le patrimoine culturel préservé.

## Géographie

### Situation et géomorphologie

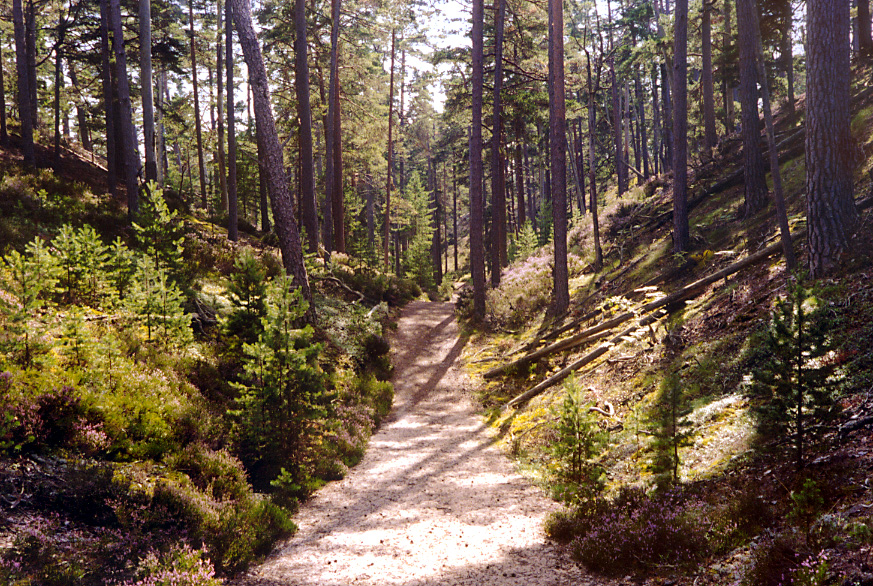
Le col de Schipkapasset traversant la dune Höga åsen.

L'île de Gotska Sandön est considérée comme la plus isolée de la mer Baltique, les terres les plus proches étant Fårö à 38 kilomètres au sud et Landsort à 85 kilomètres au nord-ouest, eux-mêmes des territoires insulaires. Administrativement, elle fait partie de la commune de Gotland dans le comté de Gotland (les deux niveaux administratifs ayant fusionné), en Suède.
L'île mesure environ 36 km2, ayant la forme d'une pointe de flèche de 9 kilomètres de longueur. Elle constitue la partie émergée d'un récif qui s'étend sur 120 kilomètres entre Klints bank à l'est de Gotland et Kopparstenarna à 20 kilomètres au nord-ouest de Gotska Sandön, la section du récif entre Fårö et l'île prenant le nom de Salvorev. Celui-ci atteint une hauteur d'environ 70 mètres par rapport aux fonds marins alentour.
Comme son nom l'indique (Gotska Sandön signifie « l'île de sable de Gotland »), l'île est presque exclusivement constituée de sable et son relief est dominé par des dunes. Des dunes actives, atteignant entre 10 et 17 mètres de hauteur, sont situées tout le long du littoral à l'exception d'Hamnudden, Höga land et de la baie de Las Palmas. Mais la dune la plus imposante est Höga åsen, située à l'intérieur de l'île, qui atteint 42 mètres d'altitude juste à l'est du col de Schipkapasset, constituant ainsi le point culminant de Gotska Sandön. Une autre dune relativement marquée est Slyngdynen au sud-est.

Carte de Gotska Sandön.

### Géologie

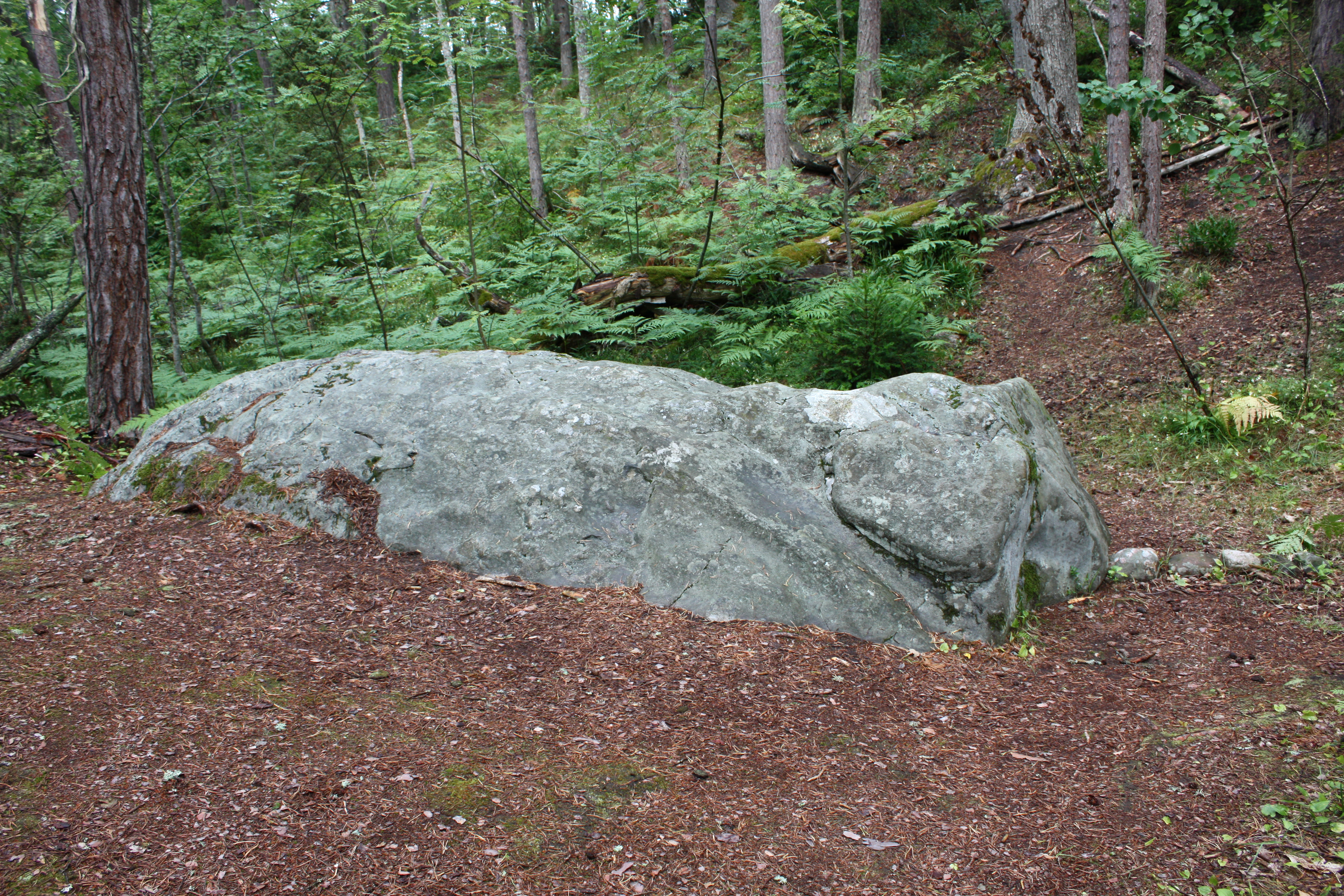
Le bloc erratique Elefanten (« l'éléphant »).

La région de Gotland repose sur des calcaires datant de l'Ordovicien. Cependant, Gotska Sandön et l'ensemble du récif de Salvorev - Kopparstenarna sont constitués de sédiments déposés durant les glaciations, en particulier sous forme d'eskers et de moraines. Le récif était d'ailleurs initialement interprété comme un gigantesque esker mais des analyses détaillées du service de recherches géologiques de Suède dans les années 1980 ont révélé qu'il s'agit plus probablement d'une moraine. Cette moraine s'est vraisemblablement formée en raison de la topographie sous-marine, le récif étant situé entre deux dépressions (la fosse de Landsort à l'ouest et celle de Fårö à l'est) et étant donc probablement une zone de séparation entre deux flux glaciaires distincts. Il est probable que durant le retrait de l'inlandsis scandinave, une rivière glaciaire formait un delta au niveau de l'actuelle île, résultant en une grande quantité de sable. Le récif a ensuite été modelé par les courants des différents stages historiques de la mer Baltique, un processus qui se poursuit encore aujourd'hui. À la fin de la dernière période glaciaire, l'actuelle île était totalement située sous les eaux du lac proglaciaire Baltique ; à la faveur du rebond post-glaciaire et des changements de niveau de l'eau, l'île commence à émerger il y a environ 6 000 à 5 000 ans de la mer à Littorines qui deviendra la mer Baltique.
Le sable domine largement l'île mais de nombreux galets apportés par la mer se retrouvent aussi sur les côtes et dans les zones appelées Burgen, près des côtes ouest et nord-est, cette concentration étant due à l'action du vent sur ces terrains plats. Enfin, l'île dispose de quelques blocs erratiques dont certains ont même des noms : « l'éléphant » (Elefanten) , « la pierre pointue » (Vassestenen) et « la cabane du métayer » (Torparestugan).

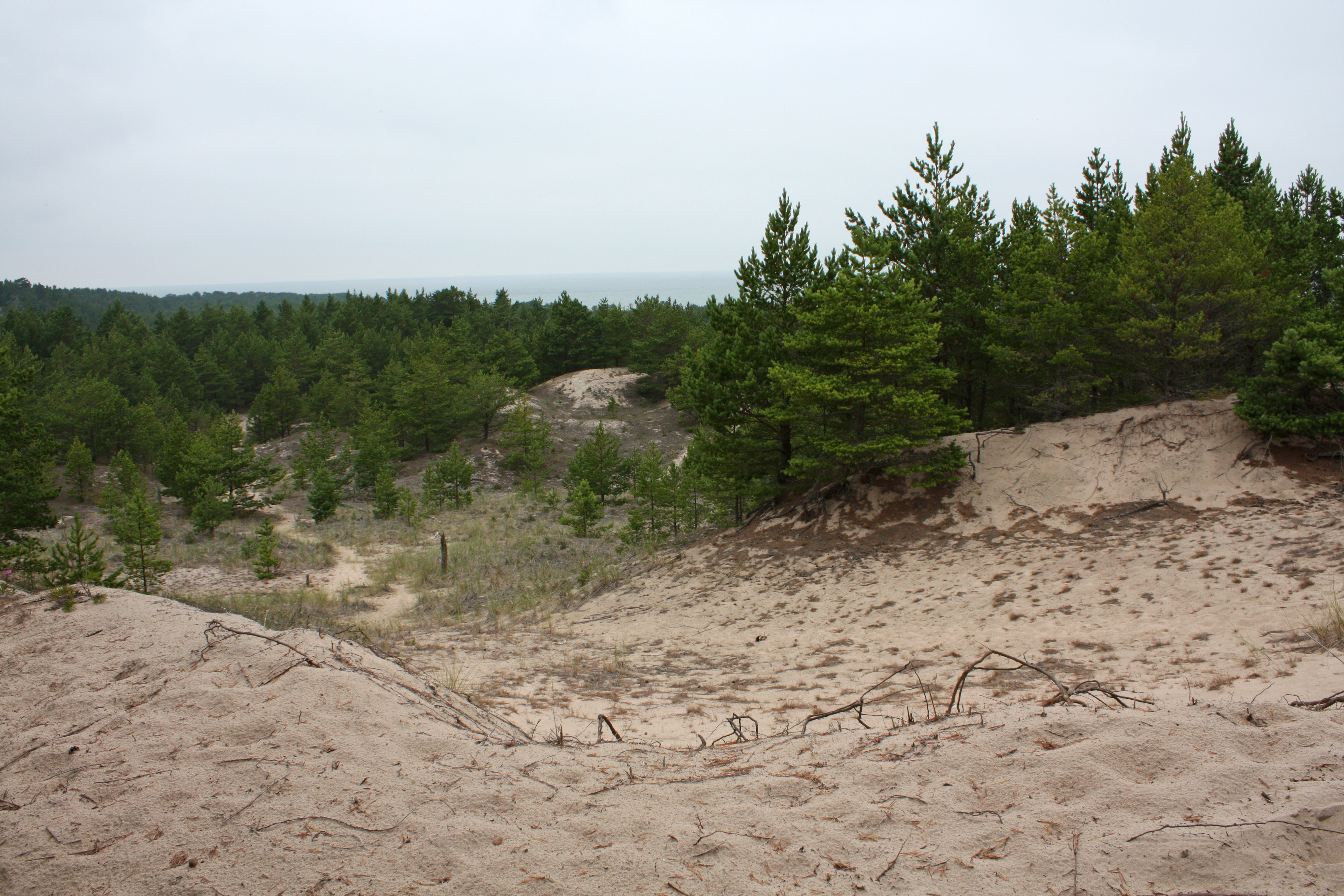
Dune à proximité d'Arnagrop.

Aujourd'hui encore, les éléments continuent leur lente transformation du paysage de l'île. Les vagues érodent certaines zones, telles que Hamnudden au sud-ouest, tandis que les courants déposent leurs sédiments dans d'autres, telles qu'à Bredsand au nord. Ainsi, si l'île est surtout connue pour ses vastes plages, le littoral du sud de l'île est marqué par une petite falaise côtière. En outre, les dunes sont constamment formées et déformées par l'action du vent bien que celles du centre de l'île soient essentiellement des dunes fossiles, la végétation les recouvrant ayant stabilisé le relief. C'est donc surtout les dunes côtières qui sont affectées par le vent, se déplaçant à une vitesse pouvant atteindre 6 mètres par an. Un exemple visible de l'évolution des dunes est la forêt morte (Döda skogen) à Arnagrop, où la migration d'une dune recouvrit une forêt, l'étouffant complètement. La dune a ensuite continué son déplacement, révélant les arbres morts.

### Climat
Le climat de Gotska Sandön est classé comme continental humide (Dfb selon la classification de Köppen). Cependant, la mer Baltique a une influence déterminante sur le climat de l'île qui subit ainsi des variations de températures moindres que sur la terre ferme. Les hivers sont relativement doux et les côtes sont rarement prises par les glaces. Les précipitations sont assez faibles, et alliées au vent quasi-permanent qui balaye l'île, les étés peuvent être très secs ; le vent est le plus souvent dirigé vers le nord-est, ce qui influence la dynamique des dunes.
| Mois                              | jan. | fév. | mars | avril | mai  | juin | jui. | août | sep. | oct. | nov. | déc. | année |
| --------------------------------- | ---- | ---- | ---- | ----- | ---- | ---- | ---- | ---- | ---- | ---- | ---- | ---- | ----- |
| Température minimale moyenne (°C) | −5,1 | −5,6 | −3,4 | 0,4   | 4,5  | 9,1  | 12,2 | 11,8 | 8,5  | 4,6  | 0,5  | −2,9 | 2,9   |
| Température moyenne (°C)          | −2,7 | −3   | −0,2 | 4,3   | 9,4  | 13,7 | 16,5 | 15,9 | 12,1 | 7,4  | 2,6  | −0,7 | 6,3   |
| Température maximale moyenne (°C) | −0,4 | −0,3 | 2,9  | 8,3   | 14,2 | 18,4 | 20,8 | 20,2 | 15,7 | 10,2 | 4,7  | 1,5  | 9,8   |
| Précipitations (mm)               | 34,7 | 25,2 | 29,6 | 34,4  | 36,7 | 49,8 | 61,2 | 77,8 | 59   | 58,4 | 59,5 | 50,3 | 586,4 |

## Milieux naturels
L'île de Gotska Sandön est, d'après la classification du Fonds mondial pour la nature (WWF), située dans l'écorégion terrestre des forêts mixtes sarmatiques. Cependant, sa géologie particulière lui confère une faune et flore unique. Au total, l'île compte 400 espèces de plantes vasculaires, dont près de la moitié doivent leur présence à l'influence anthropique, 250 espèces de lichens et des centaines d'espèces de coléoptères pour ne citer qu'eux. Et parmi toutes ces espèces, plusieurs sont rares à l'échelle nationale avec 120 espèces classées comme menacées en Suède ; pour certaines, l'île est le seul biotope connu du pays. L'île compte aussi quelques espèces rares à l'échelle internationale et même certaines espèces endémiques.

### Forêt de conifères

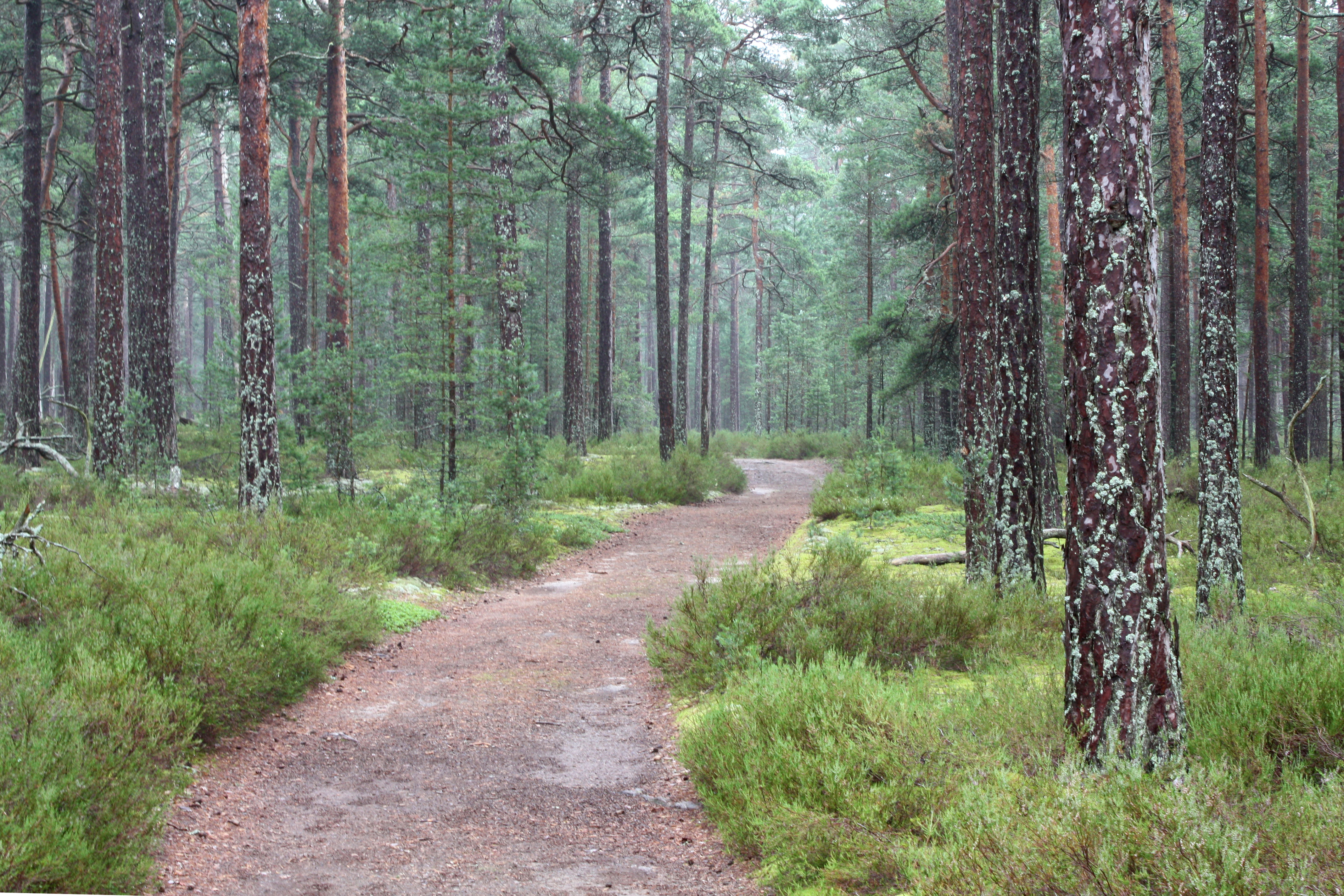
Forêt régulière de pins le long du chemin Hamnuddsvägen.

La forêt de conifères, surtout de pin sylvestre (Pinus sylvestris), constitue l'écosystème dominant avec près de 30 km2 de superficie sur les 36 que compte l'île. Grâce à la protection comme parc national, une partie de cette forêt est maintenant une forêt ancienne. Celle autour de la dune Höga åsen est même une forêt primaire et c'est naturellement là que les arbres les plus imposants de l'île peuvent être observés. Ailleurs, la forêt est souvent régulière, avec des arbres d'âge similaire mais même là, la présence de bois mort, important pour la biodiversité, est significatif. Le manque d'eau de surface et de nutriments rend cette forêt relativement pauvre, la densité d'arbres étant en général modérée et la végétation au sol limitée voire parfois réduite à une simple couverture de lichens. Dans l'ensemble, les sous-bois sont surtout constitués des mousses Hylocomium splendens, Dicranum scoparium, Pleurozium schreberi, des lichens du genre Cladonia et de l'airelle rouge (Vaccinium vitis-idaea), du raisin d'ours (Arctostaphylos uva-ursi) et de la bruyère callune (Calluna vulgaris). Parmi les plantes rares, on peut citer la pirole en ombelle (Chimaphila umbellata).

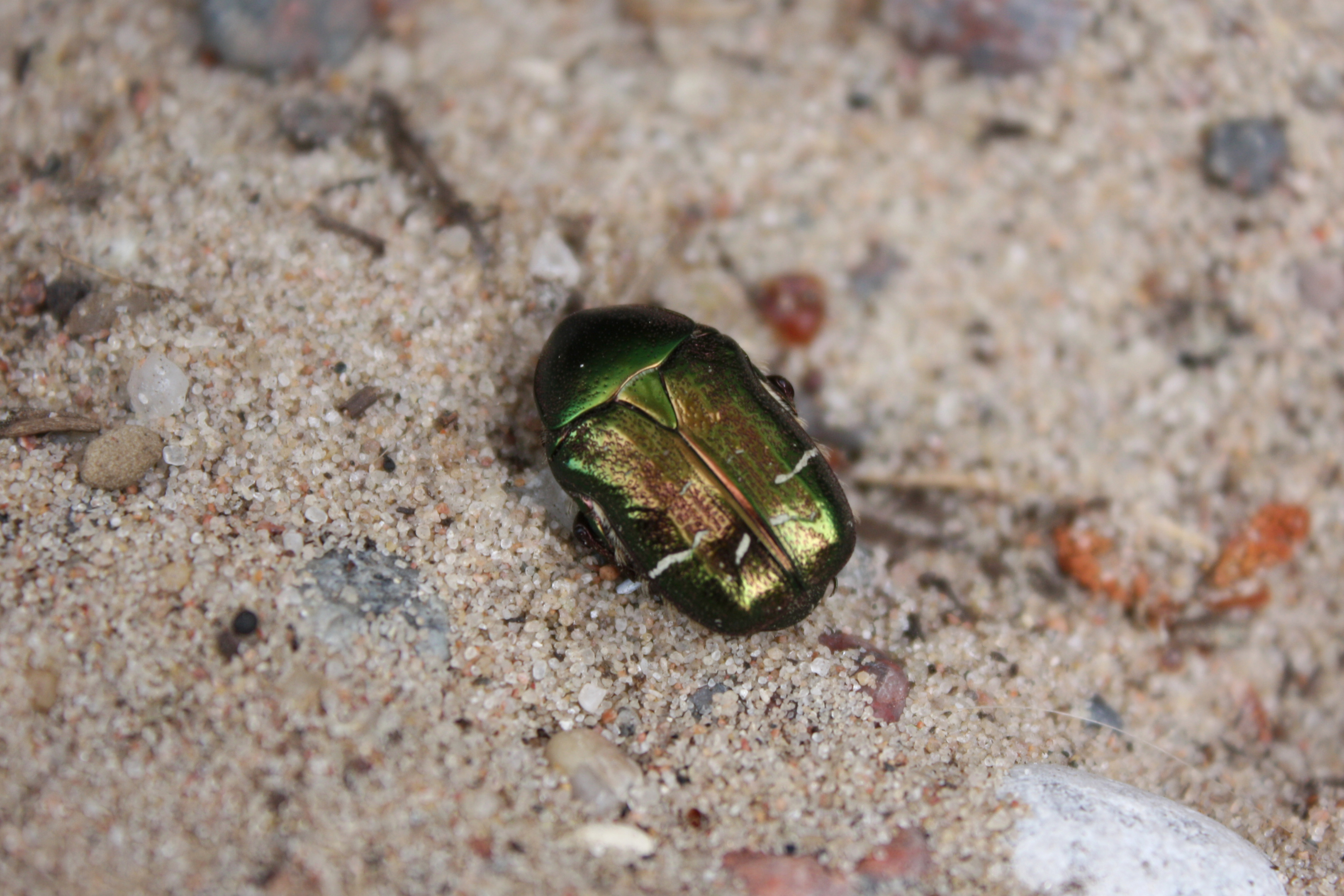
La cétoine dorée sur l'île.

L'isolement de l'île explique que peu de mammifères s'y trouvent. Le lièvre (Lepus timidus) a probablement été importé au XVIIIe siècle ou XIXe siècle et le renard roux (Vulpes vulpes) est probablement arrivé par la mer gelée. L'île compte aussi quelques chauves-souris. En termes d'oiseaux, assez peu d'espèces nichent dans les forêts de conifères de l'île, celle-ci étant surtout utilisée comme point de passage durant leur migration au printemps/début d'été et en automne. Le Bec-croisé perroquet (Loxia pytyopsittacus) est l'une des espèces caractéristiques des forêts de Gotska Sandön mais le gobemouche gris (Muscicapa striata), la mésange noire (Periparus ater) et le pinson des arbres (Fringilla coelebs) sont aussi très présents. L'île compte aussi quelques rapaces, tels que le faucon hobereau (Falco subbuteo), l'autour des palombes (Accipiter gentilis) et l'épervier d'Europe (Accipiter nisus), mais les populations sont limitées du fait de l'absence des rongeurs qui constituent leurs proies habituelles.
La richesse faunistique des forêts de conifères de l'île provient surtout de leur grande diversité d'insectes, en particulier de coléoptères. Parmi les espèces les plus courantes, on trouve l'ergate forgeron (Ergates faber), la cétoine dorée (Cetonia aurata), le Monochamus galloprovincialis et le Sinodendron cylindricum. Beaucoup de ces espèces sont rares et sept espèces de coléoptères présentes sur l'île n'ont été découvertes nulle part ailleurs dans les Pays nordiques. Leur présence est interprétée comme la relique d'une époque plus chaude (entre 5000 et 500 av. J.-C.), mais les forêts anciennes, fréquemment sujettes aux incendies, alors que la plupart des forêts du sud de la Suède ont été fortement affectées par l'industrie du bois, peuvent aussi expliquer ce phénomène. En effet, beaucoup de coléoptères de l'île sont liés aux forêts de pins anciennes et sont dépendants en particulier de l'abondance en bois mort.

### Dunes et littoral

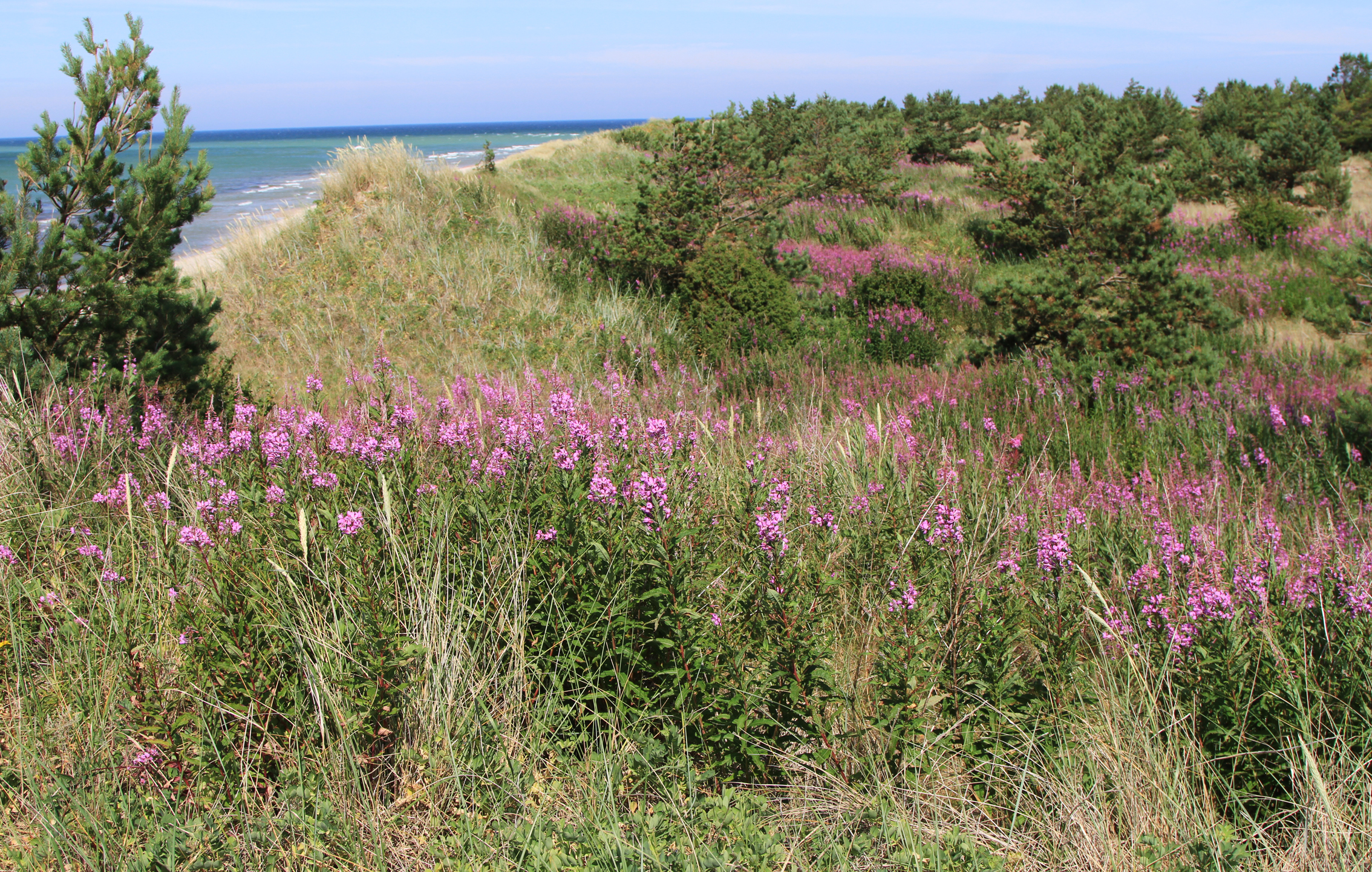
Végétation du littoral près de Bredsandsudde.

En approchant du littoral, les arbres se font plus rares et on trouve un gradient de végétation entre les plages presque nues et la forêt. Au plus près de la mer, on trouve les dunes blanches : il s'agit des dunes mobiles où la couverture de végétation est la plus maigre, les mouvements de la dune étant néfastes pour la plupart des espèces végétales. Cependant, la proximité de la mer apporte des nutriments, par exemple grâce à la décomposition des algues. L'oyat (Ammophila arenaria) est l'espèce caractéristique, étant totalement adaptée à ce milieu : sa croissance est accélérée lorsqu'elle est recouverte par le sable, ce qui lui permet de se maintenir constamment au-dessus du niveau de la dune, la partie souterraine de la plante pouvant ainsi atteindre plusieurs mètres de longueur. Beaucoup de ces oyats ont été plantés au XXe siècle pour stabiliser les dunes littorales, mais l'espèce existait déjà sur l'île auparavant. Outre l'oyat, les espèces caractéristiques de ces dunes blanches sont le seigle de mer (Leymus arenarius), la gesse maritime (Lathyrus japonicus), la laîche des sables (Carex arenaria) ainsi que le panicaut maritime (Eryngium maritimum), qui a nettement régressé ailleurs dans le pays durant le XXe siècle. Au plus proche de la mer se trouvent les espèces qui tolèrent bien la salinité, telles que le pourpier de mer (Honckenya peploides), la soude brûlée (Salsola kali), la roquette de mer (Cakile maritima) et l'arroche du littoral (Atriplex littoralis).

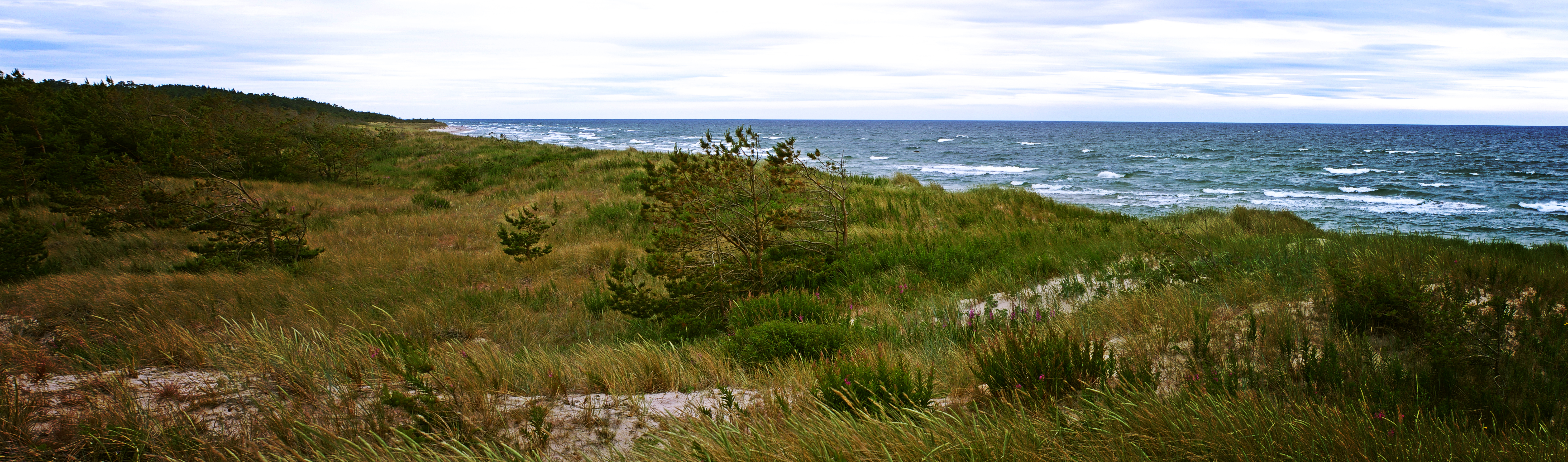
Végétation sur la côte ouest de l'île.

En s'éloignant de la mer, les dunes blanches font place aux dunes grises, appelées ainsi à cause de la couleur grise de leur couverture végétale. Ces dunes reçoivent moins de nutriments, mais elles sont relativement stables, étant fixées par la végétation. L'oyat est toujours présent ici et là, tout comme la laîche des sables, mais on trouve aussi le corynéphore argenté (Corynephorus canescens) ainsi que des mousses et lichens (Cladonia). Localement, au creux des dunes, l'humidité parvient à se maintenir et permet à une végétation relativement riche de se développer, avec par exemple la primevère farineuse (Primula farinosa), l'orchis de Fuchs (Dactylorhiza fuchsii), l'épipactis pourpre noirâtre (Epipactis atrorubens) et l'épipactis des marais (Epipactis palustris). Dynkärret dans la partie sud-ouest de Bredsandsudde est un exemple de zone humide riche en fleurs dans les dunes. À l'ouest et au nord-est, entre les dunes grises et la forêt, se trouvent les zones de Burgen, avec leurs sols couverts de galets ; leur végétation est assez pauvre, avec surtout des lichens, mais on y trouve aussi le raisin d'ours commun, l'orpin âcre (Sedum acre), le serpolet (Thymus serpyllum) et le pied de chat dioïque (Antennaria dioica).
Durant les dernières décennies, les pins ont commencé à se propager de plus en plus près de la côte, ce qui semble être dû à la stabilisation des dunes, diminuant l'ensablement qui empêche normalement leur établissement.

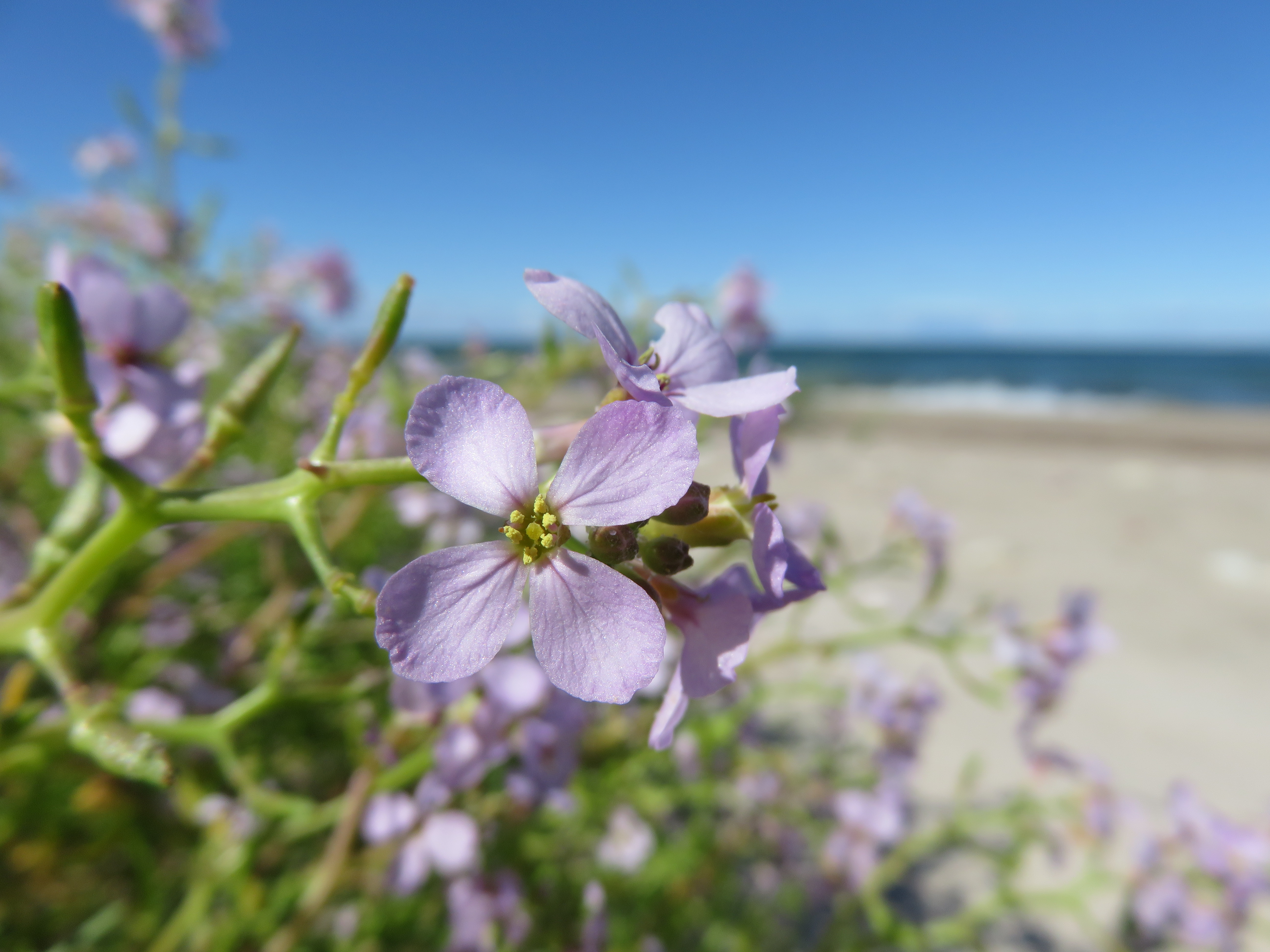
Roquette de mer sur une plage de l'île.
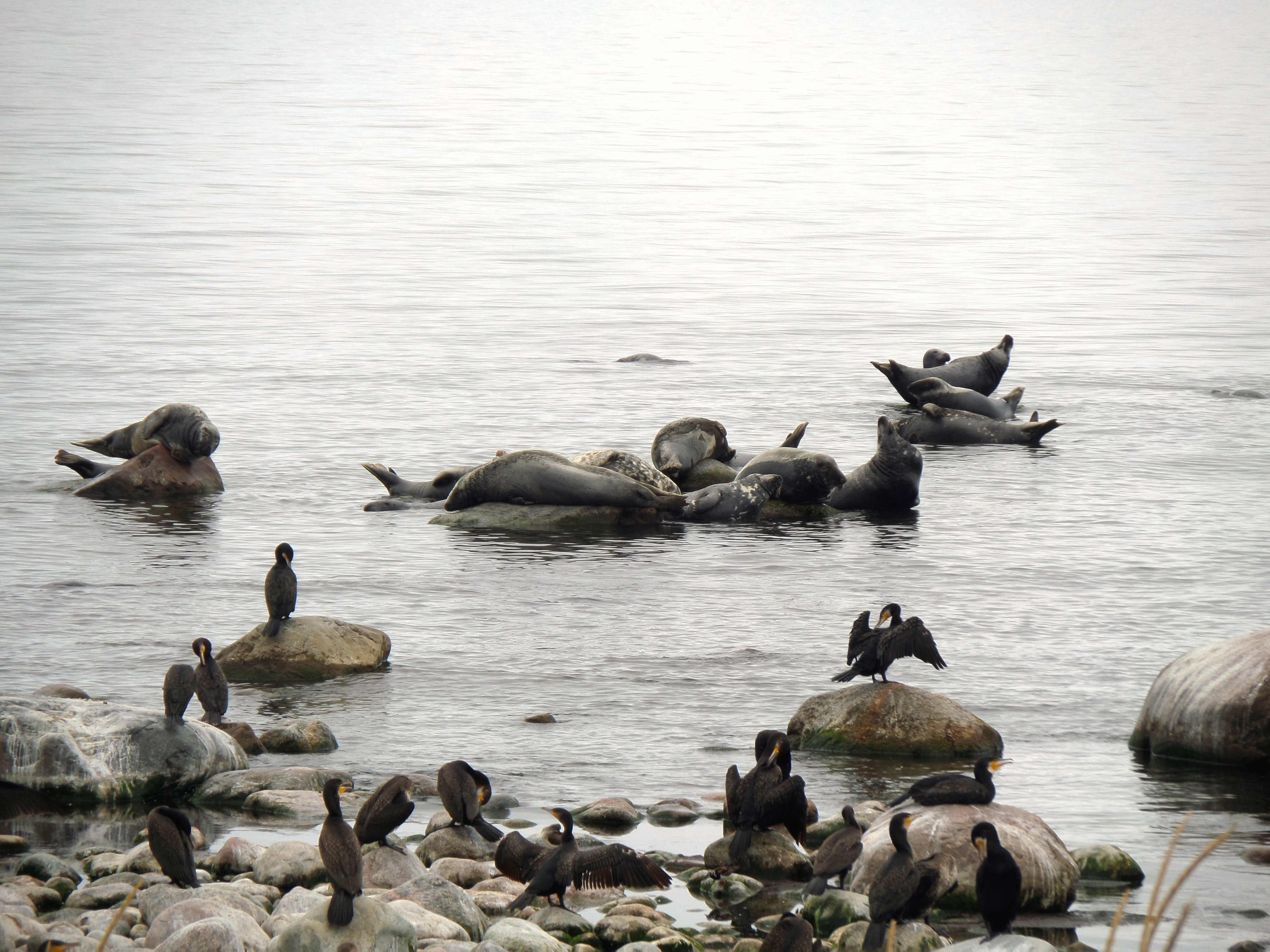
Phoques et grand Cormoran à Säludden.
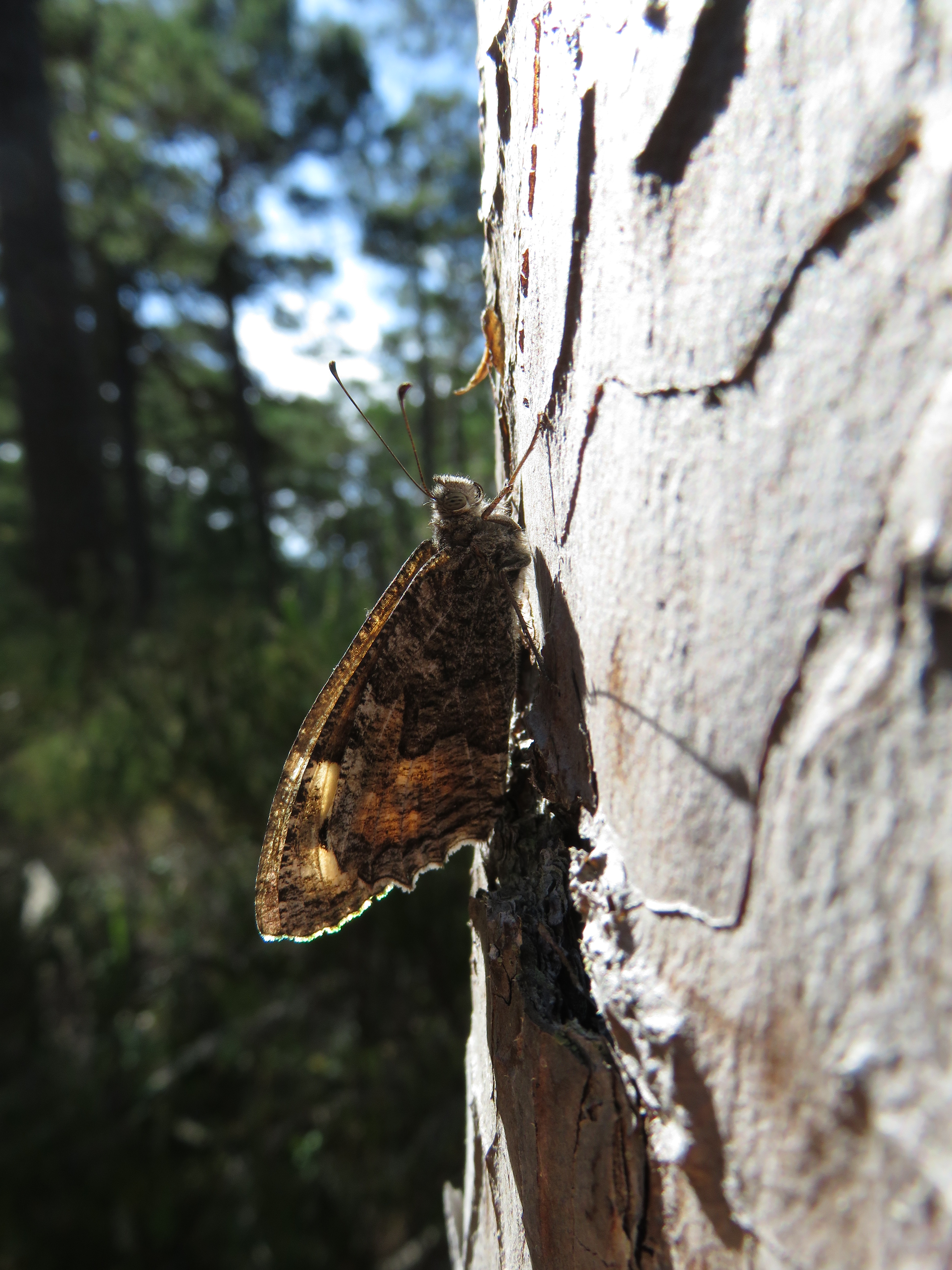
Agreste (Hipparchia semele) sur l'île.

Un des animaux les plus emblématiques de Gotska Sandön est le phoque gris (Halichoerus grypus) que l'on trouve en particulier autour de Säludden (littéralement « le cap aux phoques »), qui est d'ailleurs interdit d'accès pour cette raison. La population de phoques gris de la mer Baltique est séparée des populations de l'océan Atlantique et elle avait très fortement diminuée au XXe siècle à cause de la chasse puis de la pollution (de 100 000 au début du siècle à 3 600 en 1975). Elle est de nouveau en hausse sur les côtes suédoises mais reste très inférieure à la population du début du XXe siècle. Bien qu'aisément observable, la population de Gotska Sandön est relativement faible et la reproduction limitée. Outre le phoque, la faune du littoral est dominée par les oiseaux de mer, dont plusieurs espèces nichent sur la côte, avec entre autres le goéland brun (Larus fuscus), le goéland cendré (Larus canus), la sterne pierregarin (Sterna hirundo), l'huîtrier pie (Haematopus ostralegus), le pluvier grand-gravelot (Charadrius hiaticula), le vanneau huppé (Vanellus vanellus) ou encore plus rarement l'eider à duvet (Somateria mollissima). Bredsandsudde en particulier est particulièrement riche en oiseaux marins. Enfin, tout comme dans la forêt, la population d'insectes du littoral est relativement riche et unique. Parmi les espèces caractéristiques de ces milieux, on peut citer l'ammophile des sables (Ammophila sabulosa) et diverses aculéates qui creusent des terriers dans le sable pour leurs larves, les fourmilions qui y creusent des pièges, ainsi que des coléoptères qui passent la journée dans le sable et chassent la nuit.

### Prairies et bosquets de feuillus

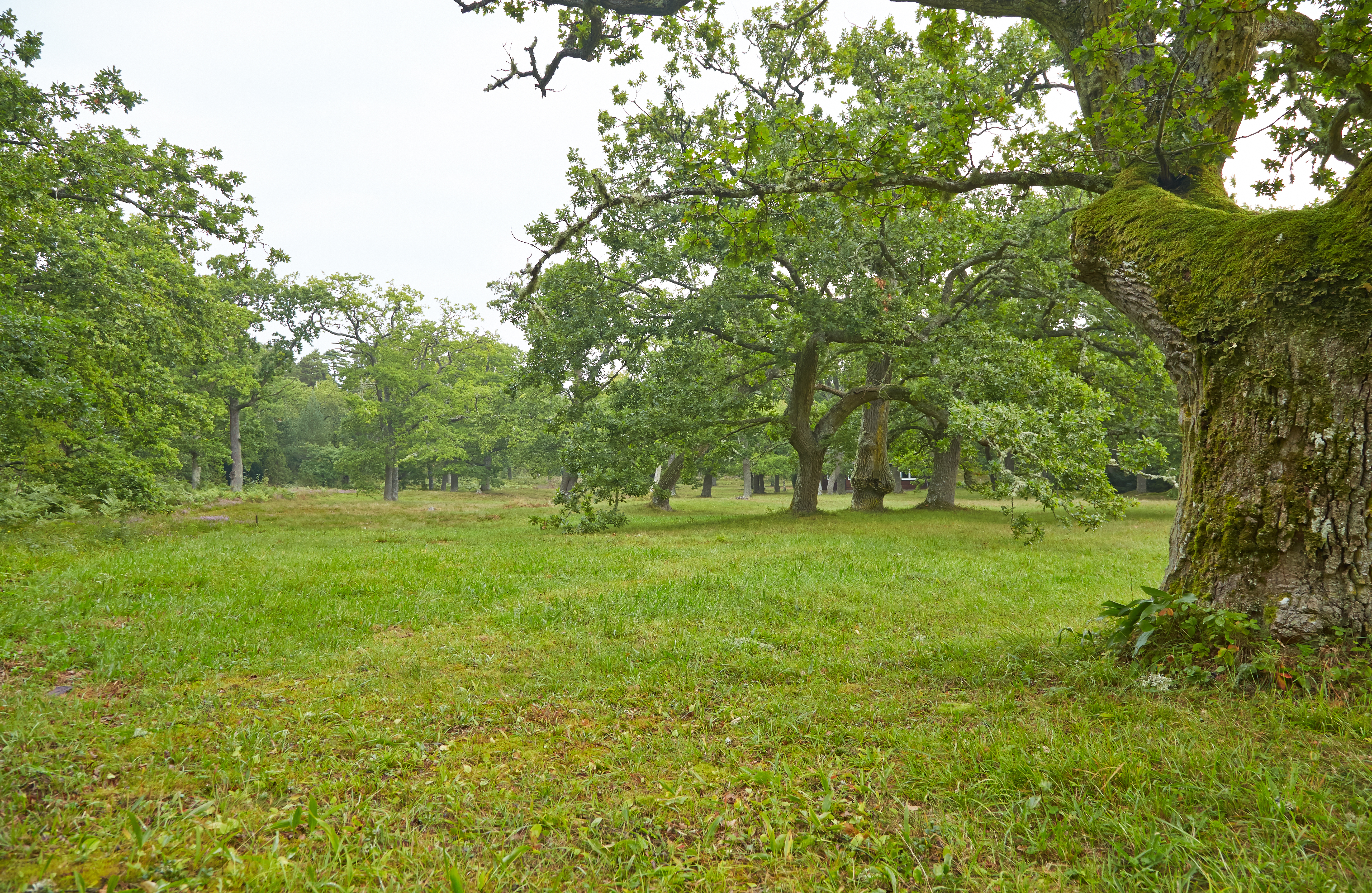
La prairie de la chapelle (Kapellänget) avec ses chênes.

L'île compte une vingtaine de bosquets de feuillus, le plus important étant Stora Idemoren (mor désignant une forêt de feuillus dans le dialecte de Fårö). Ces bosquets doivent leur existence à des creux dans le terrain où l'eau est plus accessible. Les principales essences sont le tremble (Populus tremula), le noisetier (Corylus avellana), le chêne pédonculé (Quercus robur), le sorbier des oiseleurs (Sorbus aucuparia) et le bouleau pubescent (Betula pubescens). L'if commun (Taxus baccata) est particulièrement présent à Idemoren. Ces bosquets étaient probablement plus fréquents dans le passé mais l'exploitation de la forêt a réduit leur nombre et leur étendue. La végétation au sol est nettement plus riche que celle des forêts de conifères, avec entre autres l'anémone hépatique (Hepatica nobilis), le millet étalé (Milium effusum), le mélampyre des forêts (Melampyrum sylvaticum), la linnée boréale (Linnaea borealis) et quelques orchidées comme la platanthère à fleurs verdâtres (Platanthera chlorantha) et la néottie nid d'oiseau (Neottia nidus-avis).
Plusieurs de ces zones de feuillus ont été utilisées dans le passé comme prairies, et certaines existent encore grâce à la fauche annuelle. Parmi celles-ci, on peut citer la prairie de la chapelle (Kapellänget), celle autour de Gamla Gården ou encore quelques-unes plus sèches près de Hamnudden. Ces prairies comptent en général quelques feuillus bien espacés et ont une flore riche, avec par exemple la pulsatille des prés (Pulsatilla pratensis), la véronique petit-chêne (Veronica chamaedrys), le millepertuis perforé (Hypericum perforatum), le trèfle Pied-de-lièvre (Trifolium arvense), la luzerne sauvage (Medicago falcata) ou même le rare oxytropis pileux (Oxytropis pilosa).
Ces forêts et prairies sont les sites de nidification privilégiés pour beaucoup des oiseaux de l'île, en particulier les passereaux. Ce sont aussi les zones les plus riches en termes de papillons.

## Histoire

### Préhistoire et Moyen-Âge
Les premiers vestiges de la présence humaine datent du Néolithique, c'est-à-dire très rapidement après l'émersion de l'île. Il s'agit alors d'une occupation saisonnière, principalement motivée par la chasse aux phoques. Cette situation semble perdurer jusqu'à la fin de l'âge du fer, le peu de vestiges indiquant l'absence d'habitat permanent. Il est cependant aussi possible que le mouvement des dunes contribue à masquer les traces historiques. Parmi les vestiges notables prouvant que l'île était néanmoins visitée, on peut citer un grand cairn funéraire de l'âge du bronze sur Höga land.
Au Moyen Âge, la situation change avec l'arrivée d'un habitat permanent, marqué par des vestiges de fondations de bâtiments et des tombes. L'île compte alors deux villages : un à Säludden et un à Varvsbukten. À partir de 1361, l'île appartient à la couronne danoise qui en confie l'exploitation aux habitants de l'île de Fårö. Ceux-ci utilisent ainsi l'île pour la chasse aux phoques, la pêche et l'élevage de moutons. L'île (tout comme le reste de Gotland) passe sous contrôle suédois en 1645 avec le traité de Brömsebro mais le royaume laisse aux habitants de Fårö le droit d'utiliser l'île. Durant cette période, il y a approximativement 200 moutons sur l'île et pour améliorer la pâture, les habitants brûlent la forêt régulièrement, favorisant la croissance de la bruyère callune.
En 1758, l'État vend Gotska Sandön à Johan Lythberg-Larsson, un marchand de Visby qui désirait l'utiliser pour l'élevage de moutons. Ceci crée un conflit entre le marchand, l'État et les paysans de Fårö qui utilisaient l'île jusqu'alors. Les habitants de Fårö finissent par obtenir gain de cause avec l'attribution d'un bail mais en 1781, ils se retirent, le roi insistant pour qu'ils paient les frais de l'arpentage précis de l'île effectué quelques années plus tôt, en 1772. En 1783, le comté de Gotland met alors aux enchères le bail de l'île pour vingt ans et l'homme d'affaires de Stockholm Magnus Benedictus l'emporte : c'est le début de l'époque de la propriété privée sur Gotska Sandön.

### De 1783 à nos jours
À partir de 1783, l'île est exploitée par des intérêts privés, d'abord sous forme d'un bail puis en 1806 comme propriété privée. Le centre de l'île est alors le village de Gamla gården (littéralement « l'ancienne ferme »), fondé en 1784, qui s'appelait alors Nybygget. Le village compte un petit champ mais l'élevage et l'exploitation de la forêt sont les activités principales. Pour cette dernière, deux scies actionnées par moulin à vent sont construites et une partie du bois vient alimenter un petit chantier naval près du village. Il y a aussi des habitations à Säludden. Au total, l'île compte probablement jusqu'à une centaine d'habitants à cette époque.

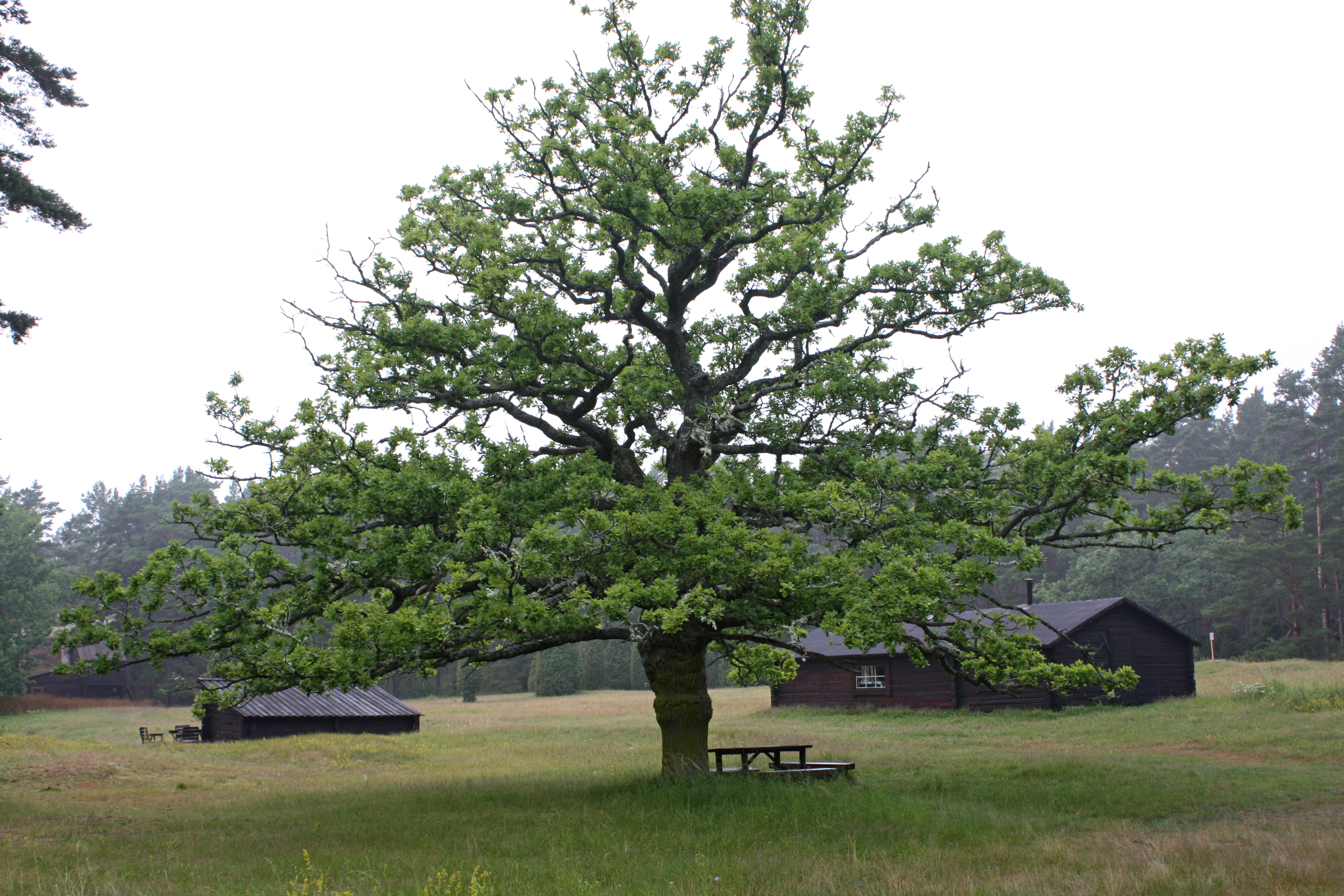
Le village de Gamla gården au sud-ouest de Gotska Sandön.
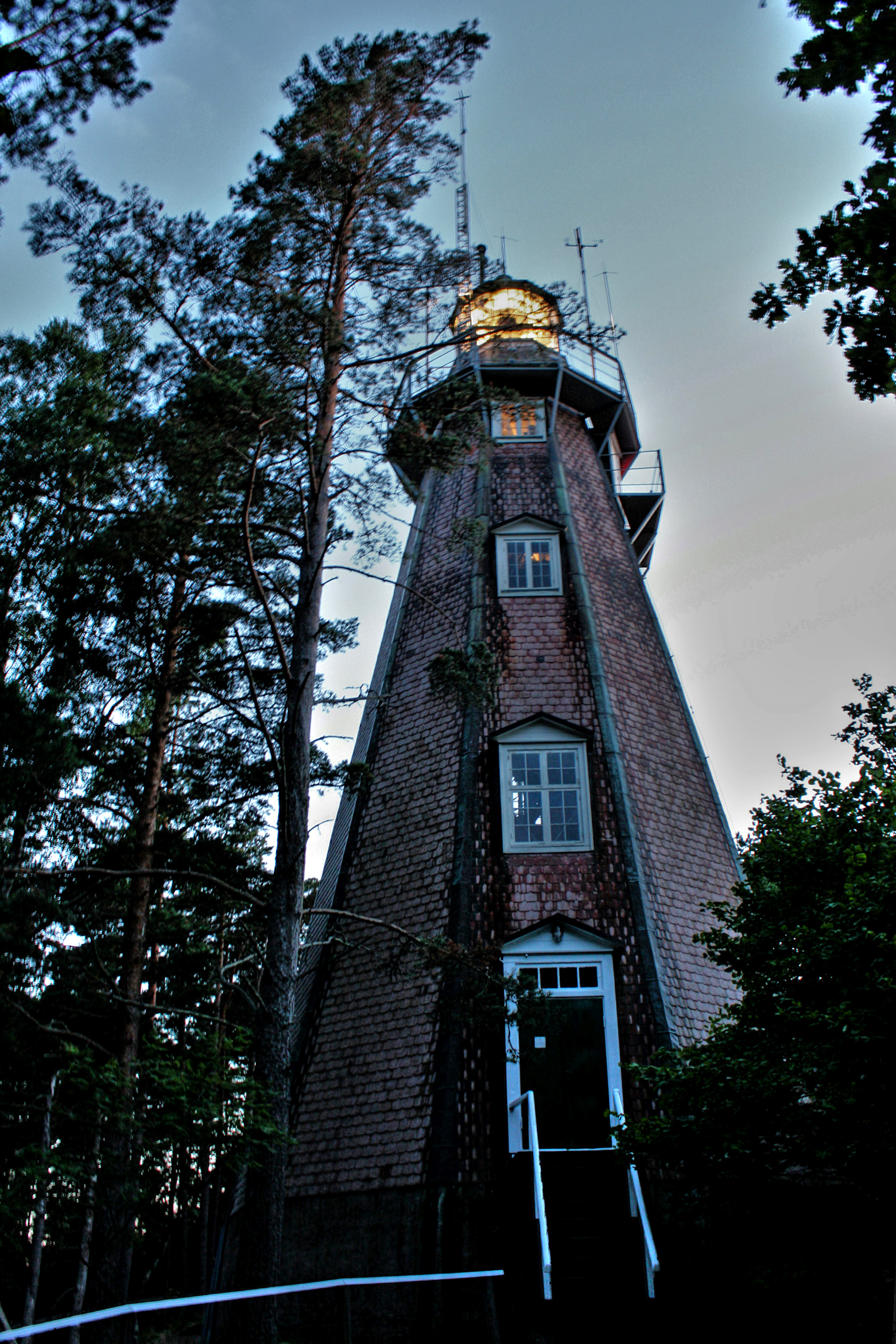
Le phare de Bredsandsudde.
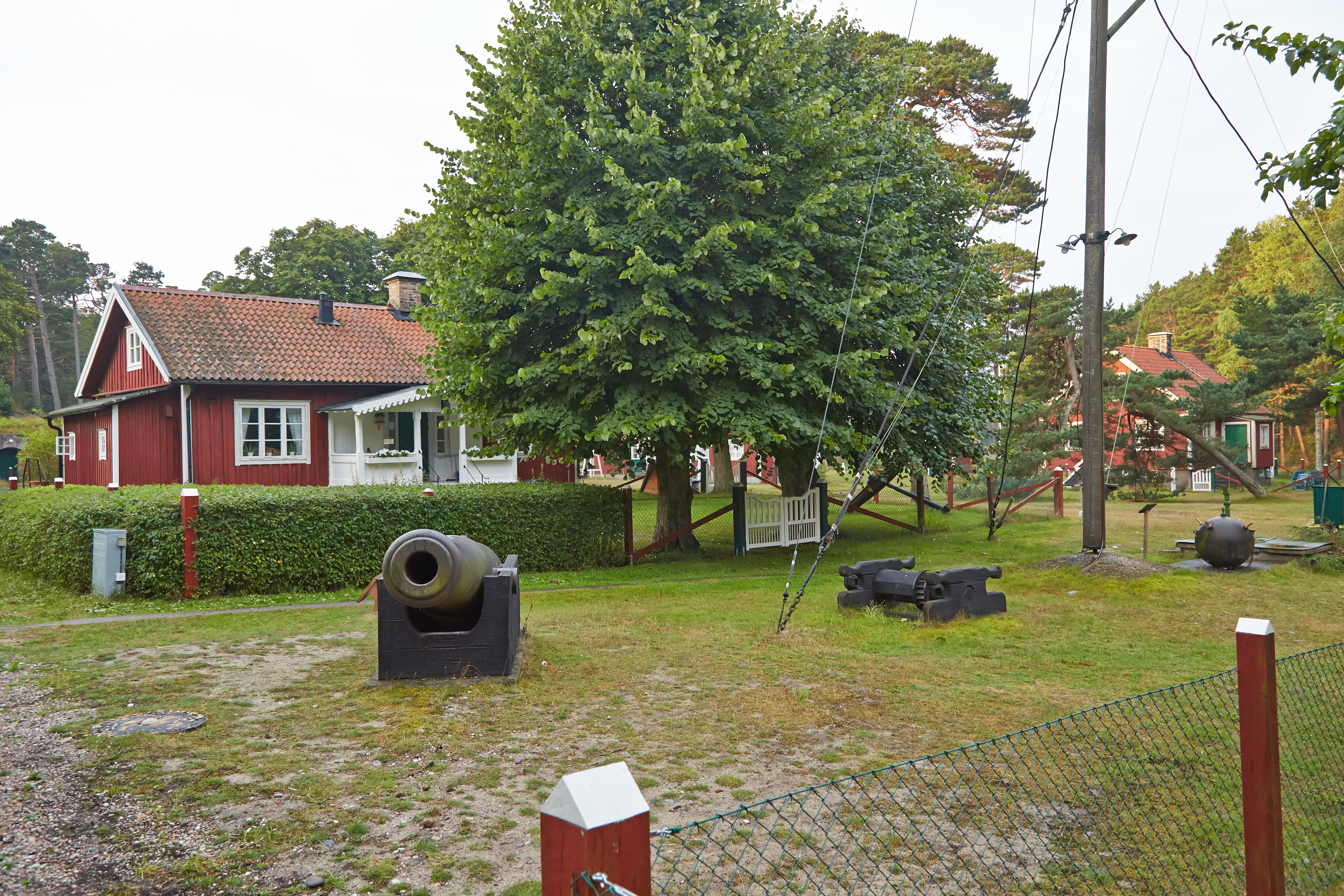
Le village près du phare de Bredsandsudde et un des canons du Wsadnik.

Chaque tentative privée d'exploiter l'île se termine en faillite et après celle de la dernière propriété privée en 1857, l'État suédois rachète l'île à deux reprises (1859 et 1861) pour y construire un phare à proximité de Bredsandsudde. Le village près du phare devient alors le nouveau centre de l'île, ce qui est encore le cas. En 1883, un deuxième phare est construit sur l'île, à Tärnudden, et reste en service jusqu'en 1913. La gestion du phare de Bredsandsudde emploie cinq personnes et celle de Tärnudden deux ; avec leurs familles, ils constituent la population permanente de l'île. Cependant, en saison, d'autres activités économiques sont menées, en particulier l'exploitation de la forêt dans les années 1890 et dans les années 1920. Pour faciliter cette exploitation, une courte ligne de chemin de fer est construite en 1894, puis améliorée entre 1922 et 1924, atteignant alors dix kilomètres de longueur. L'exploitation de la forêt mais aussi et surtout la pâture des animaux domestiques déstabilisent les dunes qui menacent alors d'ensevelir le village : les habitants décident de contrer ce phénomène en plantant de l'oyat et en construisant quelques obstacles. Durant les deux guerres mondiales, l'île est aussi utilisée par du personnel militaire du fait de sa position stratégique au centre de la mer Baltique. Durant la Seconde Guerre mondiale, plus de 1 000 réfugiés accostent sur l'île, fuyant les pays baltes en particulier.
Le parc national de Gotska Sandön est établi en 1909, tout comme huit autres qui deviennent ainsi les neuf premiers parcs nationaux de Suède et d'Europe. Les limites du parc sont établies en 1910 et ne concernent qu'une petite zone à l'ouest, pour une superficie de 3,7 km2. L'écrivain et peintre Albert Engström popularise l'île durant la première moitié du XXe siècle et se bat pour la protection de l'ensemble de l'île, s'adressant en particulier en 1923 à l'association suédoise de protection de la nature pour défendre ce projet. En particulier, le but est de protéger l'île contre l'exploitation de la forêt en cours. Le souhait d'Engström ne se réalise qu'en 1963, lorsque le parc national est étendu à l'intégralité de l'île. La même année, l'école du village de Bredsandsudde ferme ses portes, ce qui pousse les quelques habitants de l'île à déplacer leur résidence principale sur Gotland. Puis en 1969-1970, le phare est automatisé et il ne reste plus sur l'île que trois personnes chargées du parc national. En parallèle, le tourisme se développe, avec un flot relativement constant de 1 000 touristes par an dans les années 1960, venant sur l'île depuis Gotland ou Fårö. Avec l'ouverture d'une ligne maritime directe avec le continent en 1978, le nombre de touristes augmente, atteignant 2 500 par an et, enfin, ce nombre augmente à nouveau avec la construction de logements touristiques. L'association pour la sauvegarde du patrimoine local Gotska Sandöns Hembygdsförening est fondée en 1975 ; elle organise alors la rénovation et même la reconstruction de certains bâtiments historiques et ouvre aussi un petit musée sur l'île.

### Patrimoine culturel

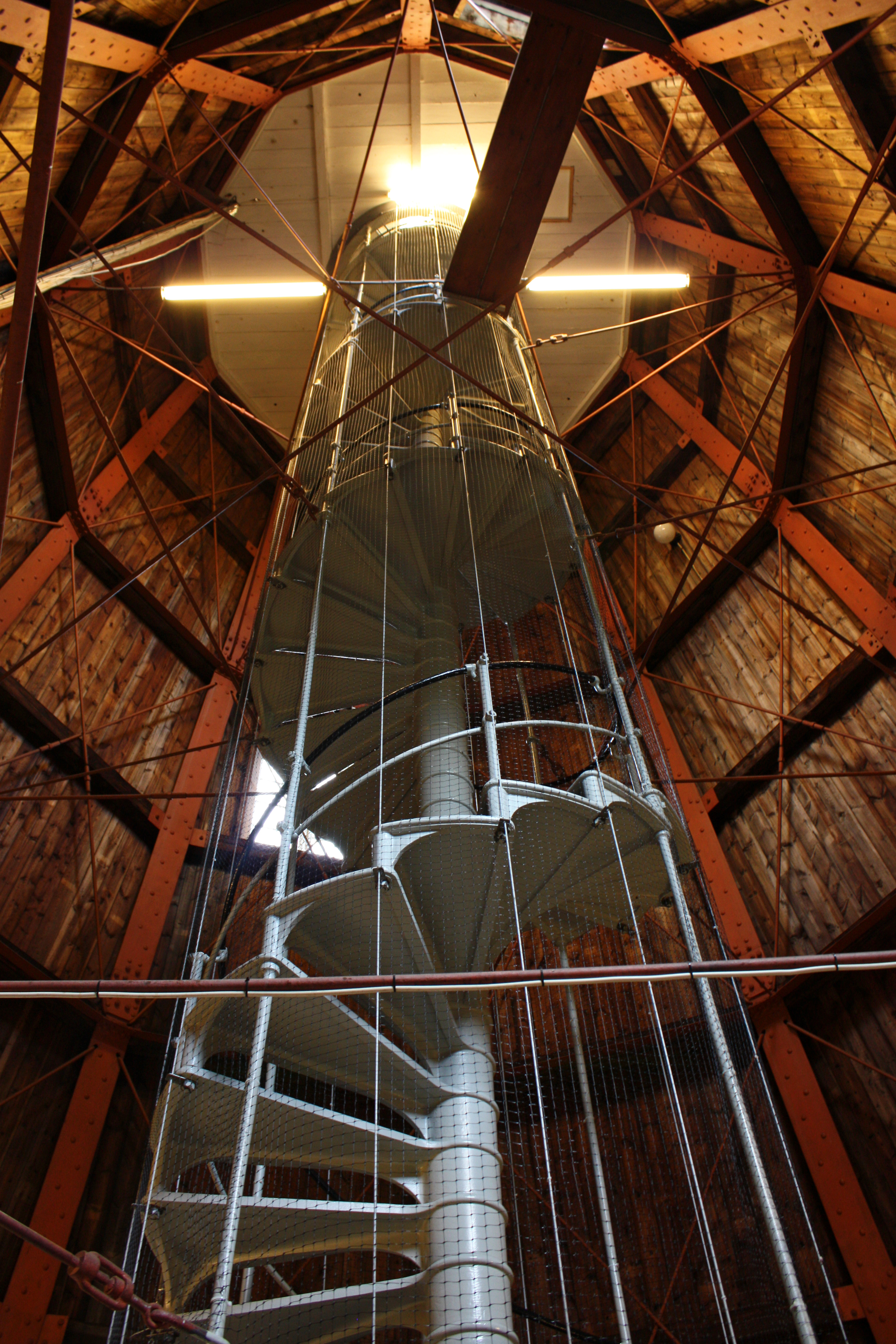
L'intérieur du phare de l'île.

Grâce en partie aux travaux de restauration de l'association Gotska Sandöns Hembygdsförening, de nombreux bâtiments subsistent sur l'île, témoignant des différentes périodes de son passé.
La plupart des bâtiments sont aujourd'hui situés au niveau du village près du phare (appelé simplement « le village du phare », Fyrbyn). Le phare et plusieurs des bâtiments du village sont construits en 1858-1859, dont la maison du gardien de phare (Fyrmästarbostaden). Il y avait initialement deux phares à Bredsandsudde, afin d'avertir les bateaux des hauts fonds de Kopparstenarna, mais le phare le plus au sud fut démoli en 1903 et remplacé par un phare secondaire directement à proximité des hauts fonds. Le bâtiment d'école du village est construit en 1939 et bien que l'école ferme ses portes en 1963, le bâtiment est toujours utilisé de nos jours comme centre d'information (Naturum) et musée. Sur la petite place en face de la maison du gardien du phare se trouve l'un des canons du navire russe Wsadnik qui s'est échoué sur l'île en 1864. À proximité se trouve un mât autrefois utilisé pour signaler aux bateaux la présence de provisions ou de messages à transporter, ainsi qu'une mine allemande datant de la Seconde Guerre mondiale.
Le phare de Bredsand n'est pas le seul sur l'île : entre 1883 et 1913, il y avait aussi un phare à Tärnudden. Il fut abandonné puis démonté à cause d'une dune qui l'ensevelissait peu à peu. Une petite cabane se trouve à proximité mais est partiellement ensevelie elle aussi. Non loin, on trouve aussi une cabane qui fut utilisée pendant les deux guerres mondiales. Pour remplacer le phare de Tärnudden, deux phares furent construits en 1913 : un à Kyrkudden et un à Hamnudden. Ce dernier fut remplacé en 1971 par un phare moderne à énergie solaire.
Non loin du village Fyrbyn se trouve la chapelle de l'île, construite initialement en 1894 et qui sert également d'école, mais qui part en fumée dans un incendie en 1934. L'école est alors déplacée dans le village même avec la construction de son bâtiment propre et la nouvelle chapelle n'est construite qu'en 1950. Le capitaine de bateau Hans Hansson, souvent appelé Kapten Bölja, écrit un article dans le Svenska Dagbladet en 1948 pour demander une collecte de fonds afin de reconstruire l'édifice ; une femme nommée Karin Ekengren lit cet article et décide de financer l'intégralité du projet.

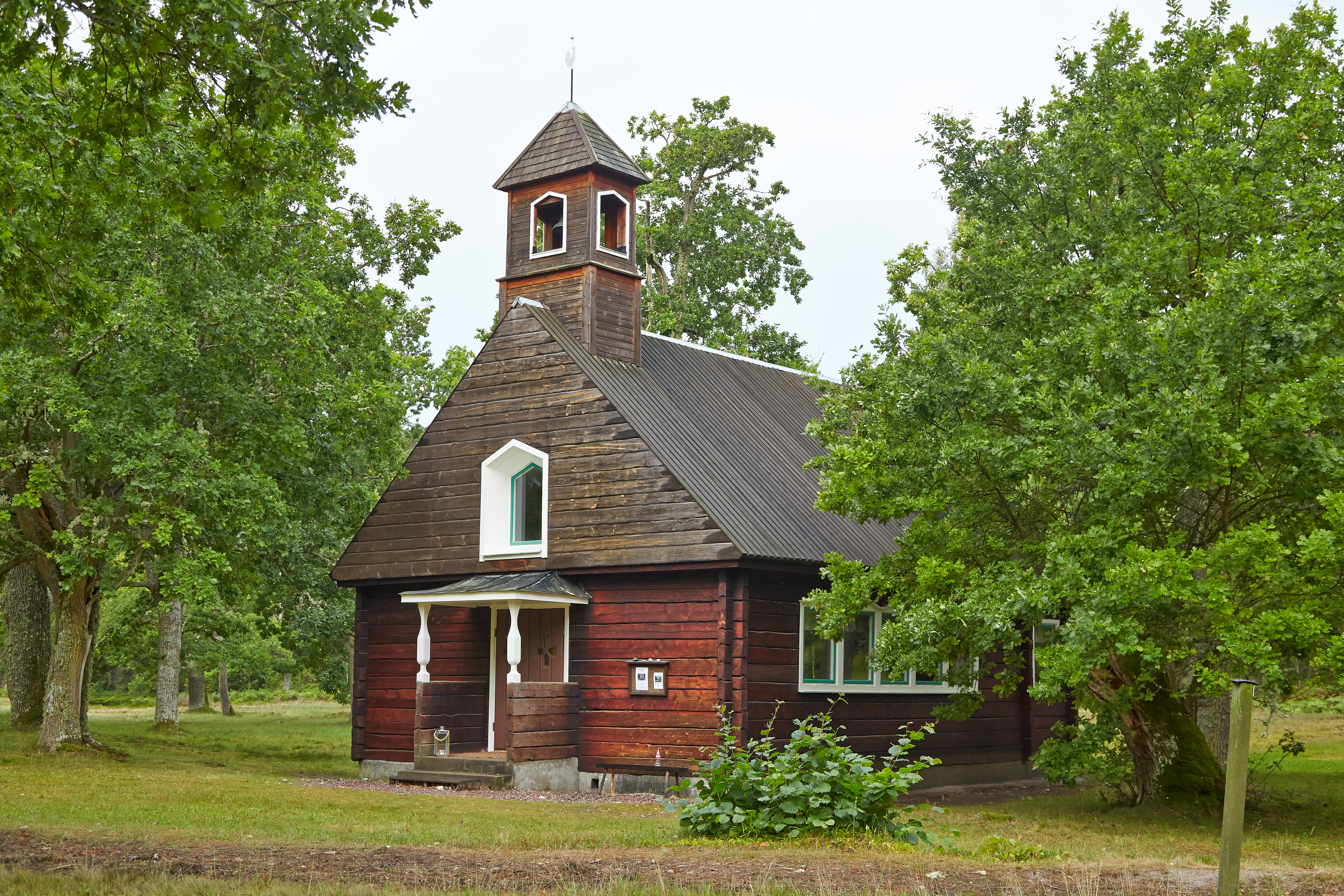
La chapelle de Gotska Sandön.
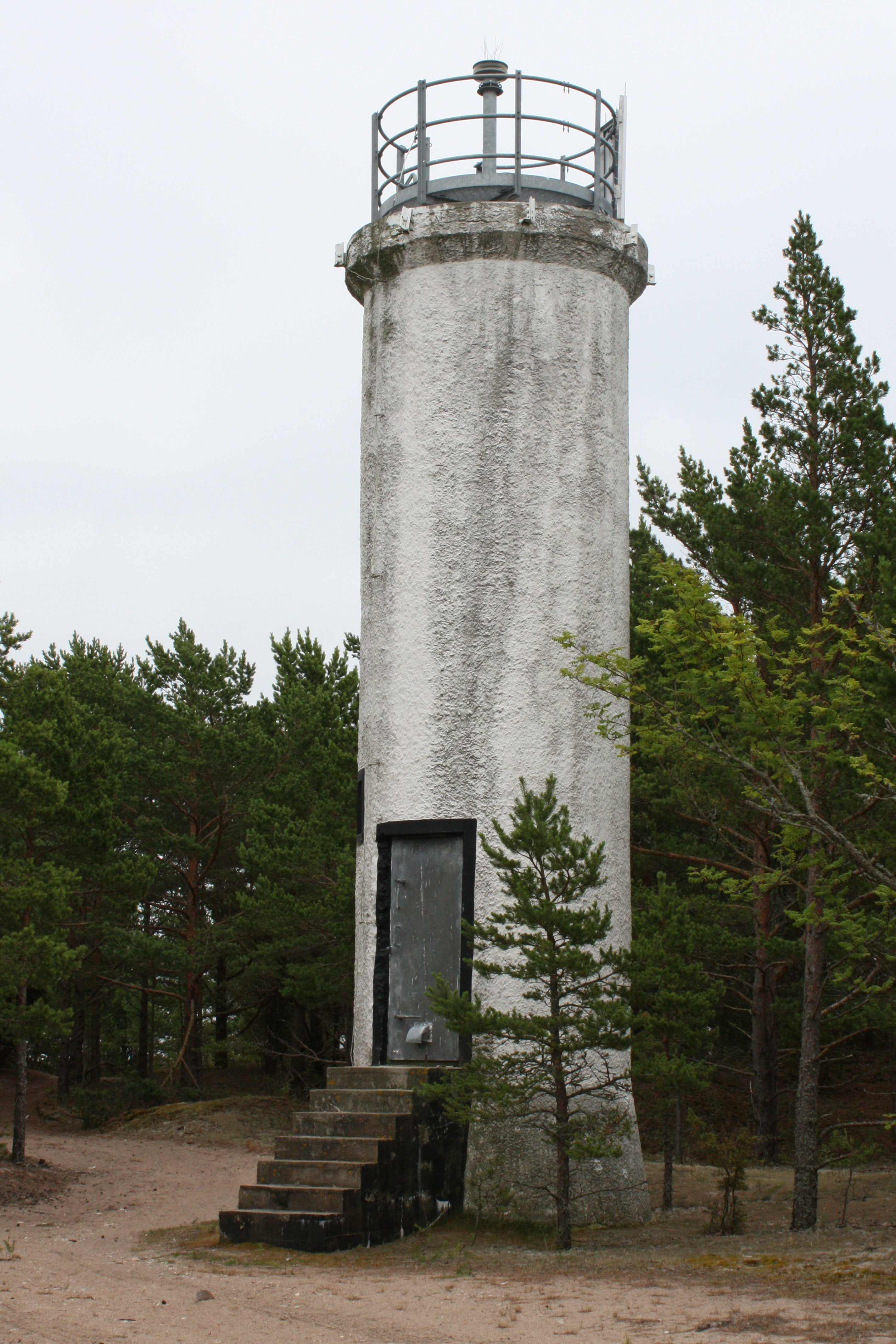
Le phare de Kyrkudden.
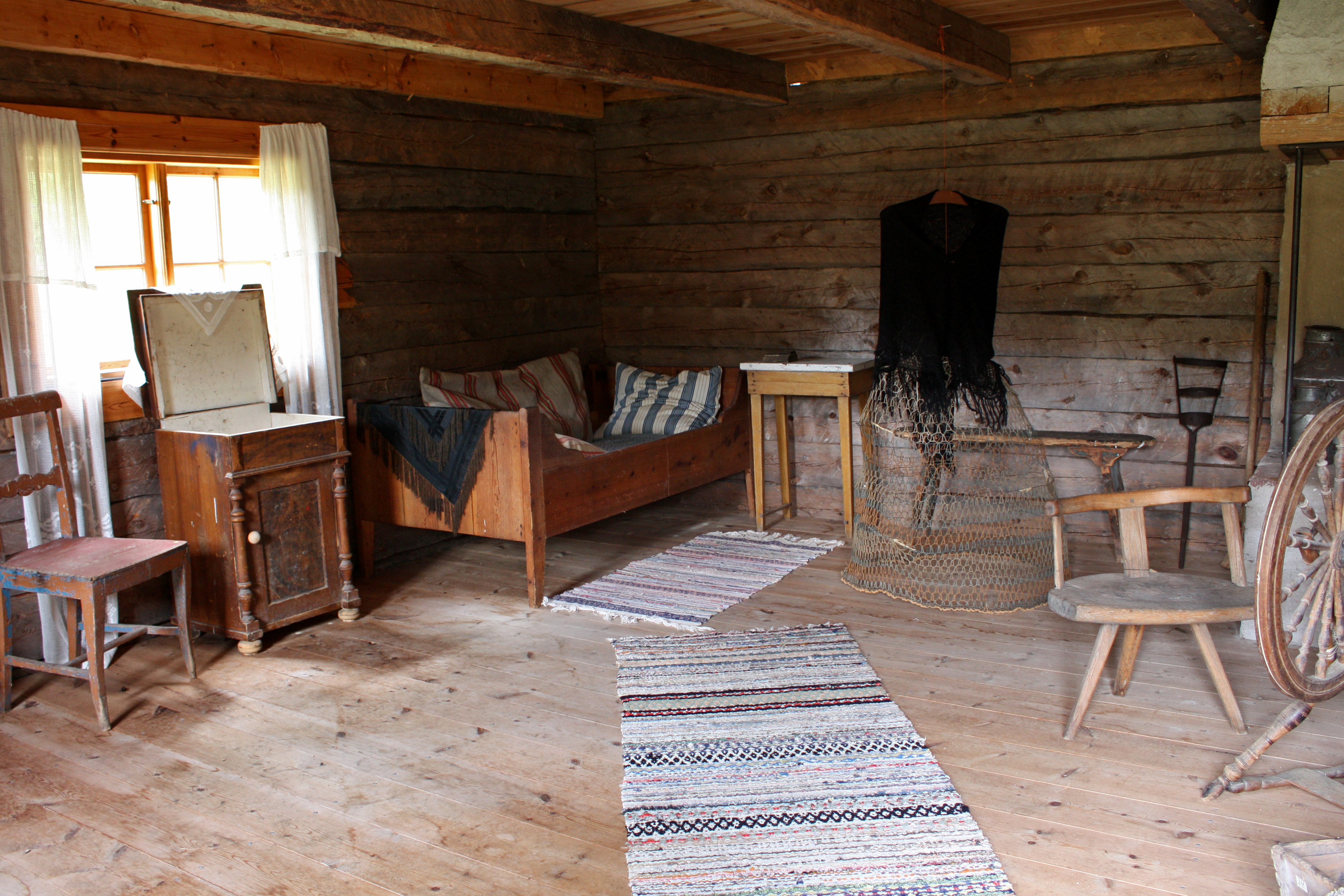
L'intérieur de la maison de Madame Söderlund à Gamla Gården.
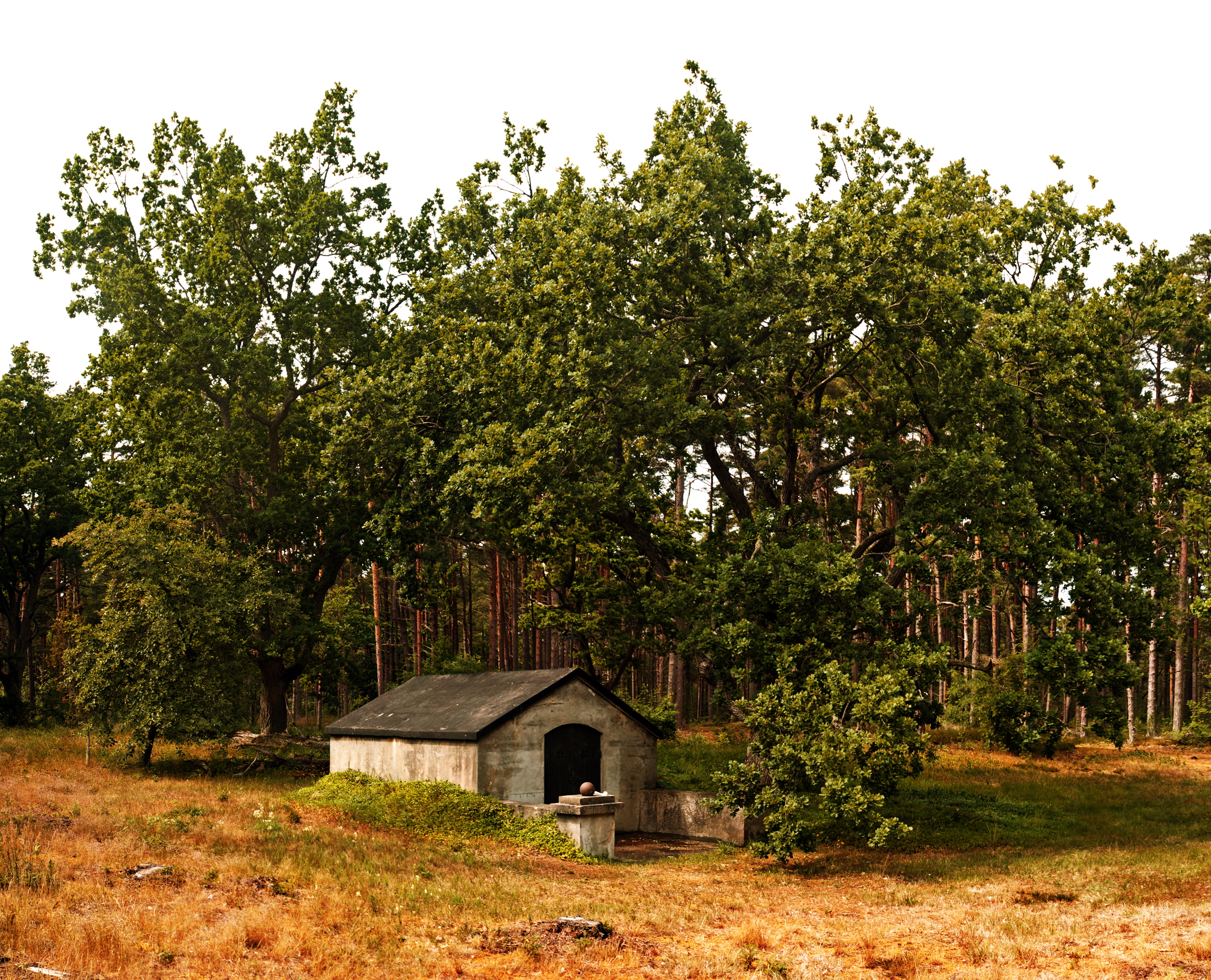
Le mausolée de Bourgström.

Dans le sud-ouest de l'île se trouve le village maintenant appelé Gamla Gården dont le premier bâtiment date de 1784. Autour du petit village se trouvait un champ ainsi que des prés pour les divers animaux du village : vaches, chevaux, cochons, chèvres et poules. Lorsque l'État achète l'île pour la construction du phare en 1858, tous les habitants déménagent vers le nouveau village à l'exception de Johanna Albertina Söderlund, souvent simplement appelée « Madame », et ses enfants qui y restent jusqu'en 1877. La ferme est utilisée ensuite seulement par intervalles, en particulier pour l'exploitation de la forêt.
On trouve aussi à différents points de l'île des bâtiments isolés. Près de Sankt Anna se trouve le bâtiment appelé Bourgströms (approximativement « Chez Bourgström ») construit autour de 1900 par le gardien de phare Karl Bourgström pour servir de cabane de chasse et de pêche. À 300 mètres de là se trouve Nymans, une autre cabane de pêche et chasse construite en 1926 par le gardien de phare Oskar Ekman, autour de laquelle s'ajoutent ensuite quelques bâtiments dont un abri à bateau ; le nom vient de Jaques Nyman qui achète la cabane en 1941 et l'utilise comme cabane d'été. Tomtebo est une autre cabane construite par Karl Bourgström en 1899, principalement utilisée pour la chasse saisonnière au phoque. L'auteur Albert Engström y réside lors de la rédaction de son livre sur l'île dans les années 1920. Son nom vient des tomte qu'auraient observés les deux hommes qui construisaient la cabane.
Enfin, l'île compte plusieurs cimetières. Le principal est au sud de Gamla Gården et date officiellement de 1845 bien qu'il fût déjà utilisé auparavant. Le prêtre n'étant pas toujours disponible pour les enterrements, ceux-ci étaient alors célébrés par le personnel du phare, mais le cercueil n'était pas complètement recouvert de terre et un cylindre en bois avec couvercle était déposé au-dessus. Lors de ses visites, le prêtre retirait le couvercle et jetait la terre manquante pour achever la cérémonie d'enterrement. Un cimetière particulier avec une croix orthodoxe est également créé en 1864 près de la baie française (Franska Bukten) ; appelé « le cimetière russe » (Ryska Kyrkogården), il est alors destiné aux passagers du navire Wsadnik échoué dans la baie. La baie elle-même doit son nom à un autre échouement, celui d'un bateau français dans les années 1850 : de manière générale, plusieurs toponymes de l'île sont liés à ce genre d'incidents. De façon similaire, au nord de l'île se trouve « la tombe du chinois » (Kinesens grav) où serait enterré un homme d'origine asiatique retrouvé noyé. Enfin, on peut aussi observer le mausolée de Bourgström, construit pour le gardien de phare Hjalmar Söderlund et sa famille (dont « Madame ») en 1899.

## Protection
L'île de Gotska Sandön est totalement incluse dans le parc national de Gotska Sandön à l'exception du cimetière. Cette aire protégée est créée en 1909 mais ne couvre la totalité de l'île que depuis son extension en 1963. Il fut encore étendu en 1988, en même temps que les deux autres parcs nationaux couvrant des îles (Ängsö et Blå Jungfrun, pour inclure une petite superficie marine autour des côtes, atteignant maintenant environ 45 km2 de superficie. L'île est aussi intégrée au site d'importance communautaire Gotska Sandön - Salvorev du réseau Natura 2000, qui inclut non seulement l'île mais aussi l'ensemble du récif Salvorev - Kopparstenarna pour une superficie totale de 605,12 km2. Une nouvelle extension du parc national est d'ailleurs en projet, prévue pour 2020 au plus tard, pour aussi intégrer l'ensemble de ce récif, ce qui ferait de lui le premier parc national principalement marin de la mer Baltique.
Comme pour la plupart des parcs nationaux de Suède, la gestion et l'administration sont séparées entre l'agence suédoise de protection de l'environnement (Naturvårdsverket) et le conseil d'administration des comtés (Länsstyrelse). Naturvårdsverket est chargé de la proposition des nouveaux parcs nationaux, sur consultation des conseils d'administration des comtés et des communes, et la création est entérinée par un vote du parlement. Le terrain est par la suite acheté par l'État, par l'intermédiaire de Naturvårdsverket. La gestion du parc est ensuite principalement placée entre les mains du comté, c'est-à-dire le comté de Gotland dans le cas du parc national de Gotska Sandön. Quatre personnes sont employées pour cette gestion : ils fonctionnent par groupe de deux et se relaient toutes les deux semaines sur l'île.
L'orientation générale de la protection de l'île est de laisser faire autant que possible l'évolution de la nature sans interférences. Cependant, les sites culturels, que ce soient les bâtiments ou les prairies, sont maintenus en l'état, ce qui implique, entre autres, une gestion active de la végétation dans ces zones. En outre, la riche zone humide de Dynkärret est activement protégée de l'extension de la forêt, mais pas de l'ensablement.

## Tourisme

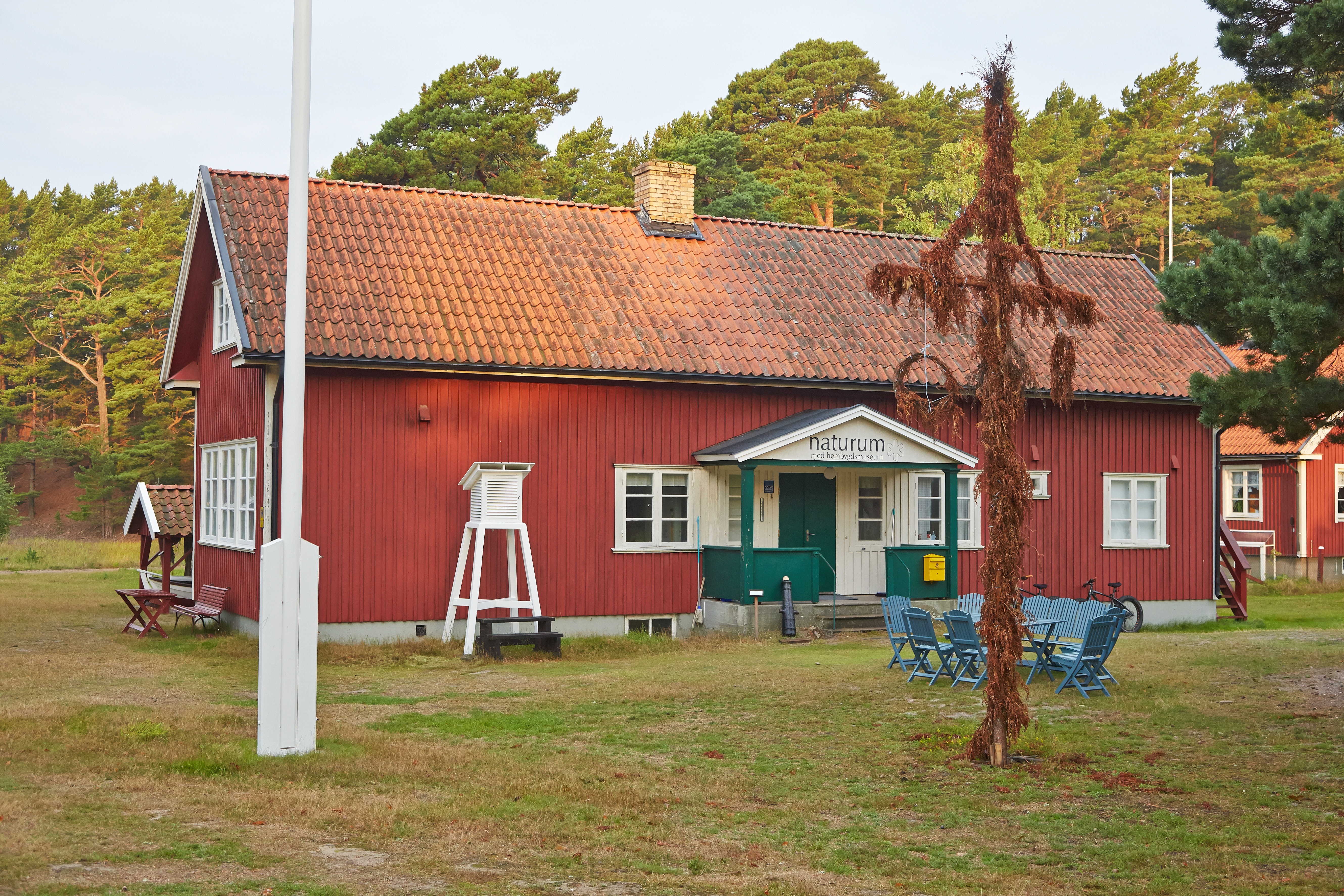
L'ancienne école reconvertie en naturum et musée.

L'île de Gotska Sandön est accessible durant la saison estivale (approximativement de mai à septembre) grâce à une liaison régulière gérée par Sandöresor depuis Nynäshamn (au sud de Stockholm, reliée à la capitale par les trains de banlieue) ou Fårösund (sur Gotland). Environ 4 000 personnes visitent l'île chaque année grâce à cette liaison mais quelques centaines viennent aussi sur leur propre bateau. L'île ne dispose d'aucun port artificiel et même la liaison régulière n'accoste pas toujours au même endroit. Lorsque les conditions le permettent, le bateau ancre à Las Palmas, à environ quatre kilomètres du campement principal et il peut alors débarquer les passagers directement sur la plage. Cependant, le bateau ancre parfois à d'autres points du littoral de l'île où le bateau ne peut s'approcher aussi proche du rivage et il faut donc faire débarquer les passagers en utilisant des bateaux pneumatiques. Rejoindre le campement peut alors demander jusqu'à dix kilomètres de randonnée. Quel que soit le point d'accès, un tracteur avec remorque achemine les bagages jusqu'au campement.
Il est possible de passer la nuit au camp principal (Lägerplatsen), non loin du village Fyrbyn, soit dans des chalets ou des tentes louées auprès de Sandöresor, soit dans sa propre tente. Le camp dispose d'électricité, de douches (eau froide) et de toilettes communes. Sandöresor dispose aussi de quelques chalets, à louer directement à Fyrbyn, qui sont d'anciens bâtiment de gardiens de phare et offrent plus de confort, avec en particulier leur propre salle de bain et toilettes (eau chaude),. Il n'y a pas de boutique sur l'île, ce qui signifie que les visiteurs doivent apporter leur propre nourriture.

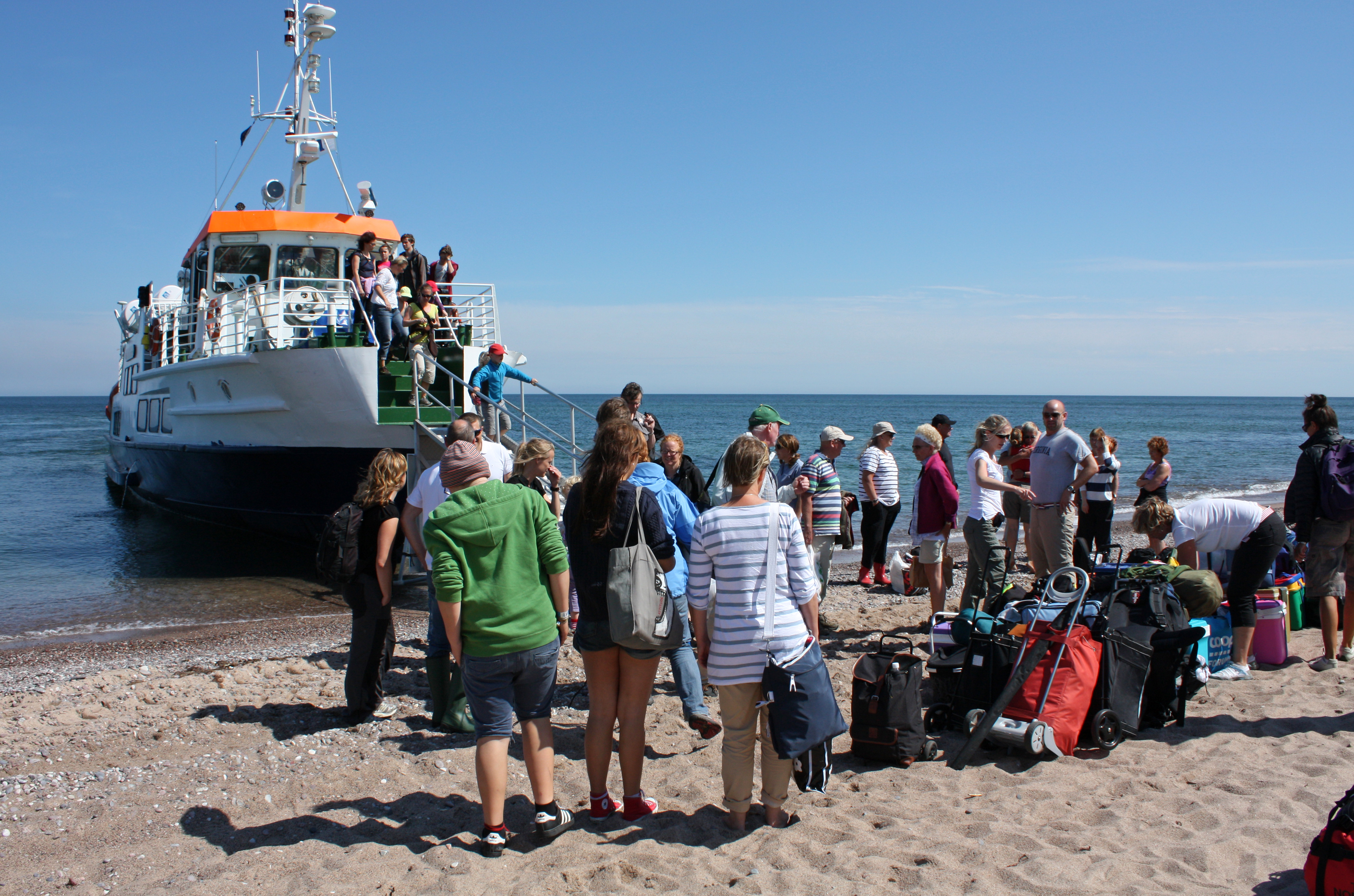
Le bateau déposant les passagers sur la plage de Las Palmas.
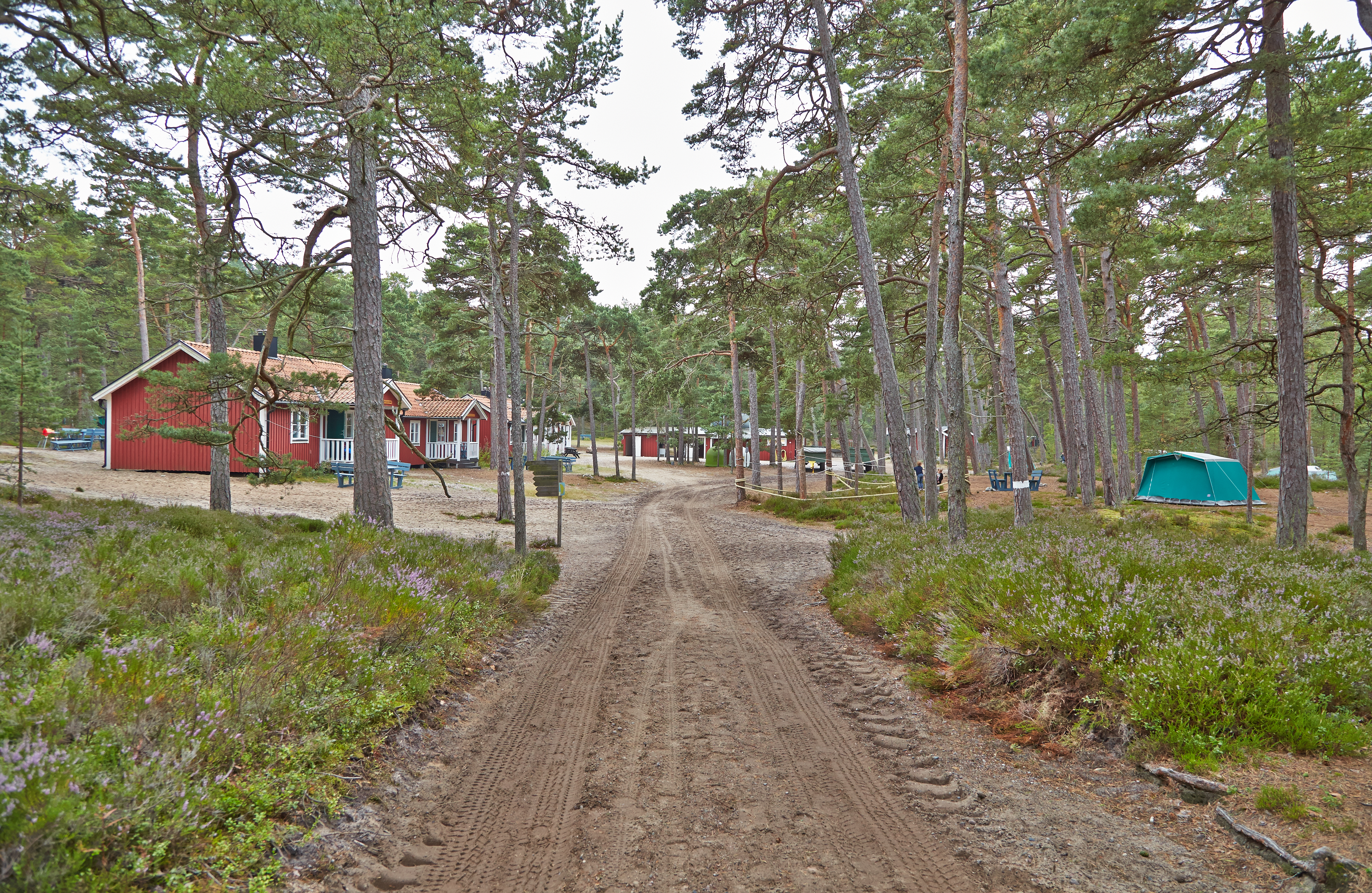
Chalets et tentes du camp.
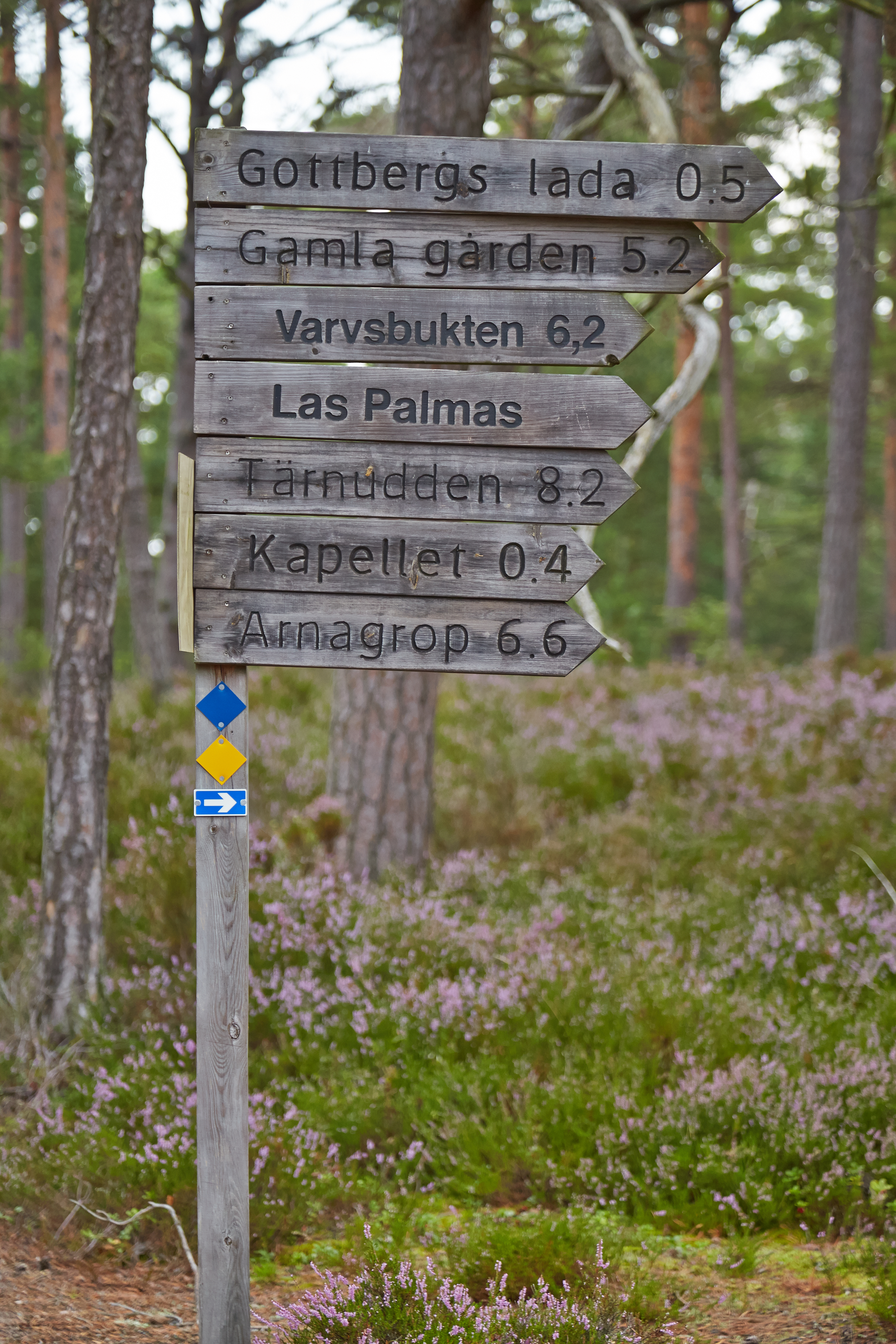
Panneaux d'indication près du camp.

L'ancienne école de Fyrbyn est reconvertie en naturum, c'est-à-dire en centre d'information du parc. À l'étage, le bâtiment abrite aussi le musée du patrimoine local (Hembygdsmuseum). L'île compte un réseau extensif de sentiers marqués, ainsi que des sentiers non marqués le long de la plage. Les principales activités sur l'île incluent la randonnée et la baignade, ainsi que l'observation de la faune (en particulier les oiseaux à Bredsandsudde et les phoques à Säludden) mais aussi une visite du patrimoine culturel de l'île, avec des visites guidées de certains bâtiments. Parmi les bâtiments que l'on peut visiter, le phare offre en plus une vue imprenable sur l'île.

## Dans la culture populaire

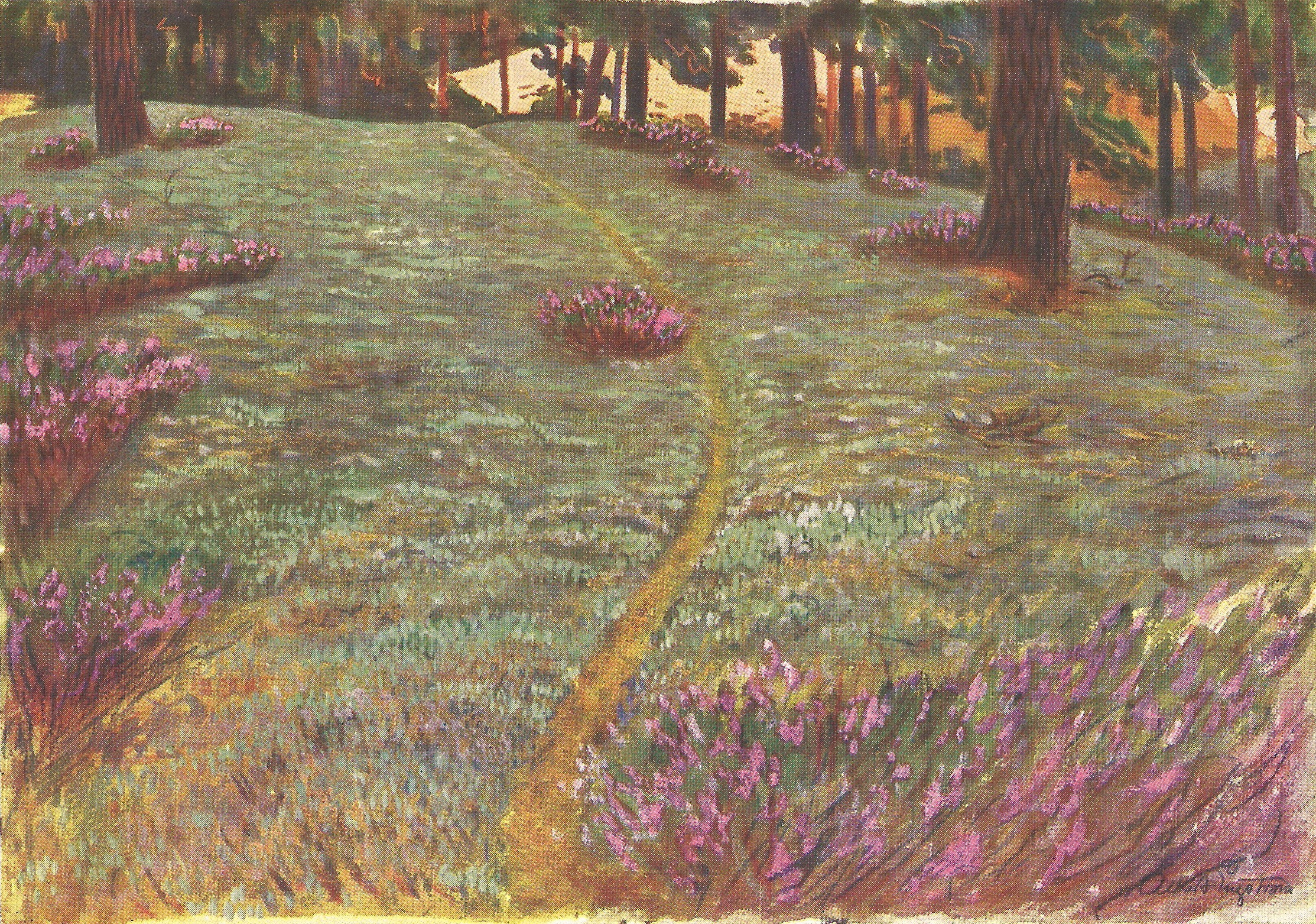
Aquarelle En harstig d'Albert Engström représentant le paysage de Gotska Sandön.

L'île de Gotska Sandön a été popularisée auprès des Suédois par diverses œuvres. Par exemple, Albert Engström passa un certain temps sur l'île et plusieurs de ses ouvrages et peintures sont basés ou inspirés par ses paysages, dont un livre entier décrivant l'île et l'histoire de ses habitants, publié en 1926. Il est aussi à l'origine de l'expression « perle de la Baltique » (Östersjöns pärla) pour décrire l'île. L'île est aussi célèbre par l'intermédiaire de Petter Gottberg, qui y vécut entre 1801 et 1828. De nombreuses légendes circulent sur ce personnage, le décrivant comme un pirate et meurtrier. Le livre Husbonden (approximativement « le maître de maison ») de Mats Wahl est basé sur ces légendes ; il fut adapté à la télévision en 1989 sous le titre Husbonden - piraten på Sandön (« le pirate de Sandön ») par Kjell Sundvall. En réalité, il n'existe aucune preuve de beaucoup des faits qui lui sont attribués mais il fut condamné en 1817 à une peine de prison pour avoir pillé un bateau échoué. Contrairement à ce que son nom indique, le bâtiment nommé Gottbergs fängelse (« la prison de Gottberg ») à Gamla gården ne fut pas utilisé comme prison pour Petter car ayant été construit après son départ.